# Cotia
Cotia é um município brasileiro do Estado de São Paulo, Microrregião de Itapecerica da Serra, na Zona Sudoeste da Região Metropolitana de São Paulo, em conformidade com a lei estadual nº 1.139, de 16 de junho de 2011 e, consequentemente, com o Plano de Desenvolvimento Urbano Integrado da Região Metropolitana de São Paulo (PDUI). A população estimada em 2024 é de 287 004 habitantes e sua área é de 324 km². Localiza-se às margens do rio Cotia, afluente do Rio Tietê.
O município está constituído pela sede e pelo distrito de Caucaia do Alto, tendo sido seus antigos distritos de Jandira, Itapevi e Vargem Grande Paulista (originalmente denominado Raposo Tavares) desmembrados para a constituição de novos municípios.

## Etimologia
O nome da cidade é derivado da palavra “koty”, que no idioma m’byã (guarani) significa “ponto de encontro”, e que resultou nas antigas versões Coty, Cuty, Cutia, Acutia, Acotia (usadas em várias localidades brasileiras no período colonial) e na atual designação Cotia, referida com a letra "o" somente após sua elevação a município, em 1906.

## Características gerais
Cotia chegou a ser conhecida como "Cidade das Rosas", em virtude da Fazenda Roselândia (fundada em 1933), uma antiga fazenda de cultivo e comercialização de rosas e outras espécies de flores, que atualmente encontra-se em fase de loteamento para a construção de um condomínio horizontal, o que acarretou a perda do significado dessa designação.
Cotia é hoje um dos municípios mais ricos e desenvolvidos da região à qual pertence, apesar da desigualdade sócio-econômica que o caracteriza. Tem recebido a expansão dos bairros residenciais da Região Metropolitana de São Paulo na direção oeste e, apesar da predominância de bairros constituídos por moradores de baixa renda, possui muitos condomínios, entre eles alguns luxuosos, principalmente na região nobre da Granja Viana.

## História

### O Caminho de Pinheiros e o Caminho da Cutia

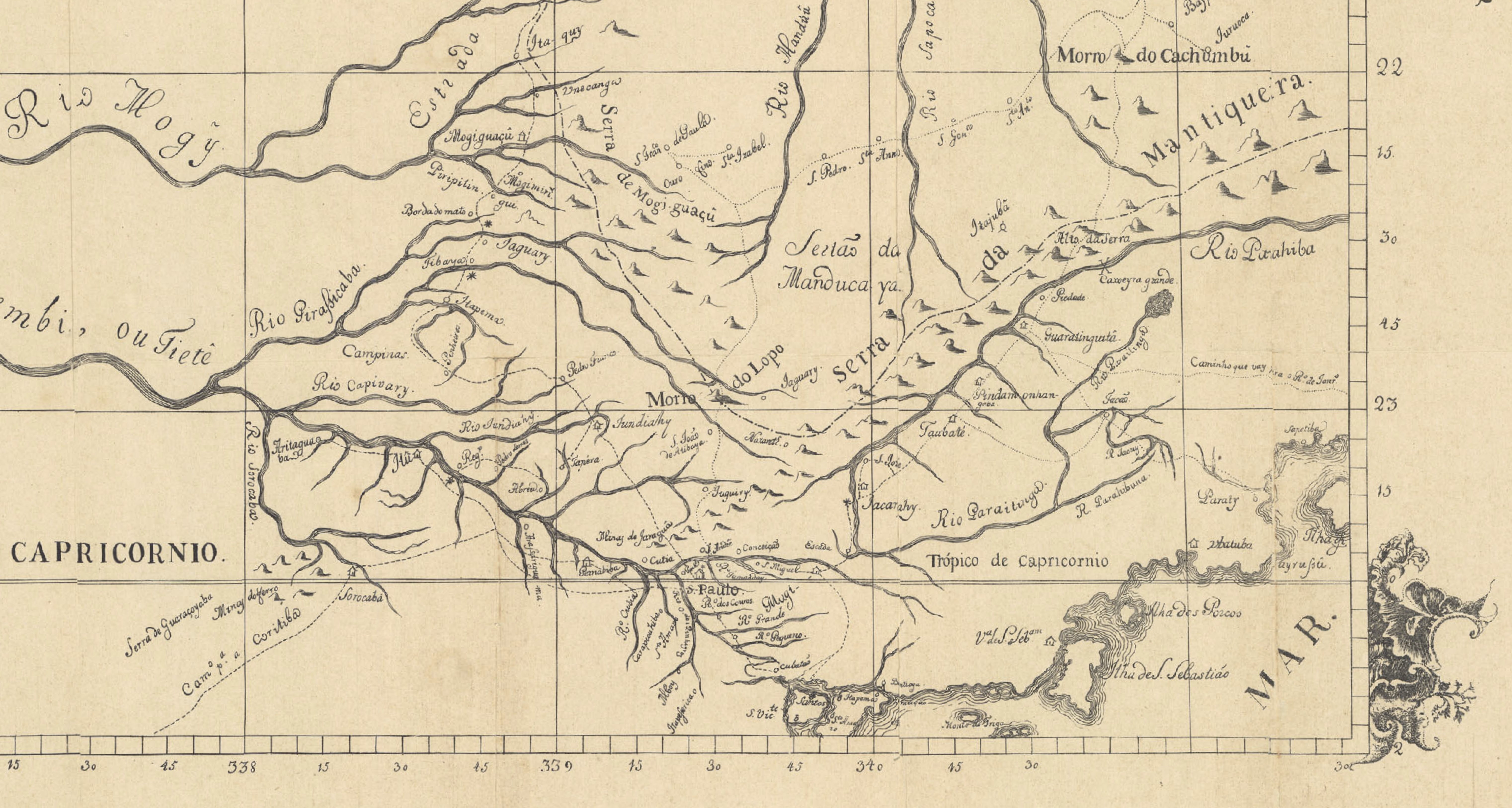
Caminho das Tropas na "Carta corográfica dos limites do Estado de Minas Gerais com o de São Paulo" (1766) (Arquivo Público Mineiro).

O povoado que deu origem à então conhecida como Freguesia da Cutia foi originalmente instalado na confluência do Rio Cotia com o Caminho do Peabiru (pré-cabralino), rebatizado pelos jesuítas de Caminho de São Tomé (século XVI), e depois conhecido como Caminho das Tropas (colonial), inicialmente como aldeamento indígena, mas também como ponto de parada entre a Vila de São Paulo de Piratininga e o oeste da Capitania de São Vicente. A antiguidade do Caminho do Peabiru e sua utilização no período colonial é atestada por referências históricas e pela quantidade de casas e fazendas que foram estabelecidas ao longo desse trajeto já na primeira metade do século XVII, algumas delas remanescentes e tombadas pelo IPHAN, como a Casa do Butantã, o Sítio do Mandu, o Sítio do Padre Inácio, o Sítio Santo Antônio e outras depois de São Roque.

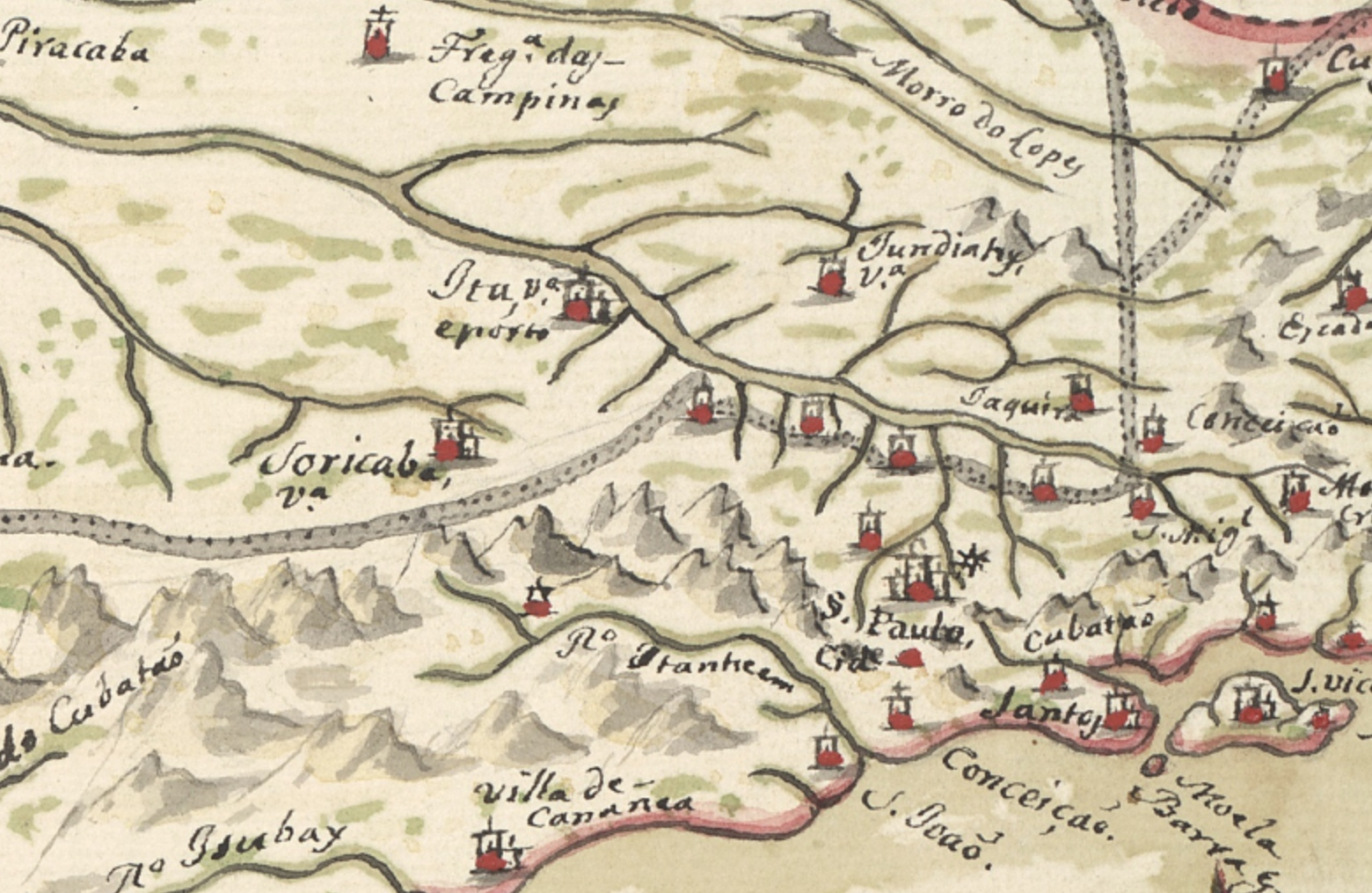
Caminho das Tropas no "Guia de Caminhantes", de Anastácio Santana (1817) (Biblioteca Nacional do Rio de Janeiro).

O trecho do antigo Caminho do Peabiru que passou a ser usado pelos novos habitantes da Vila de São Paulo em direção ao oeste foi primeiramente denominado, em português, de Caminho de Pinheiros ou Caminho dos Pinheiros: vindo do litoral, passava pela parte baixa da atual Praça da Sé (o Largo da Sé, nos séculos XVIII e XIX), prosseguia pelas atuais Rua Direita, Largo da Misericórdia, Rua José Bonifácio, Largo da Memória, Rua Quirino de Andrade, Rua da Consolação, Avenida Rebouças e Rua dos Pinheiros, Praça João Nassar, Rua Paes Leme e Rua Butantã. O Peabiru incluía a travessia de barco em um vau do Rio Grande (atual Rio Pinheiros), na altura da atual Ponte Bernardo Goldfarb, e prosseguia rumo às regiões das atuais Cotia, São Roque, Sorocaba e Itapetininga, passando em local próximo à Casa do Butantã, sede de uma fazenda do século XVII. Esse caminho pré-cabralino foi posteriormente apropriado e explorado pelos bandeirantes (século XVII) e pelos tropeiros (séculos XVIII e XIX), passando a ser conhecido com o nome de Caminho do Sertão, Caminho das Tropas, Caminho de Cotia, Caminho de Sorocaba e outras designações, dependendo de cada trecho. O trecho São Paulo-Itapetininga do Caminho das Tropas foi posteriormente retificado e convertido na Estrada São Paulo-Paraná (a partir de 1922) e na atual Rodovia Raposo Tavares (a partir de 1954).

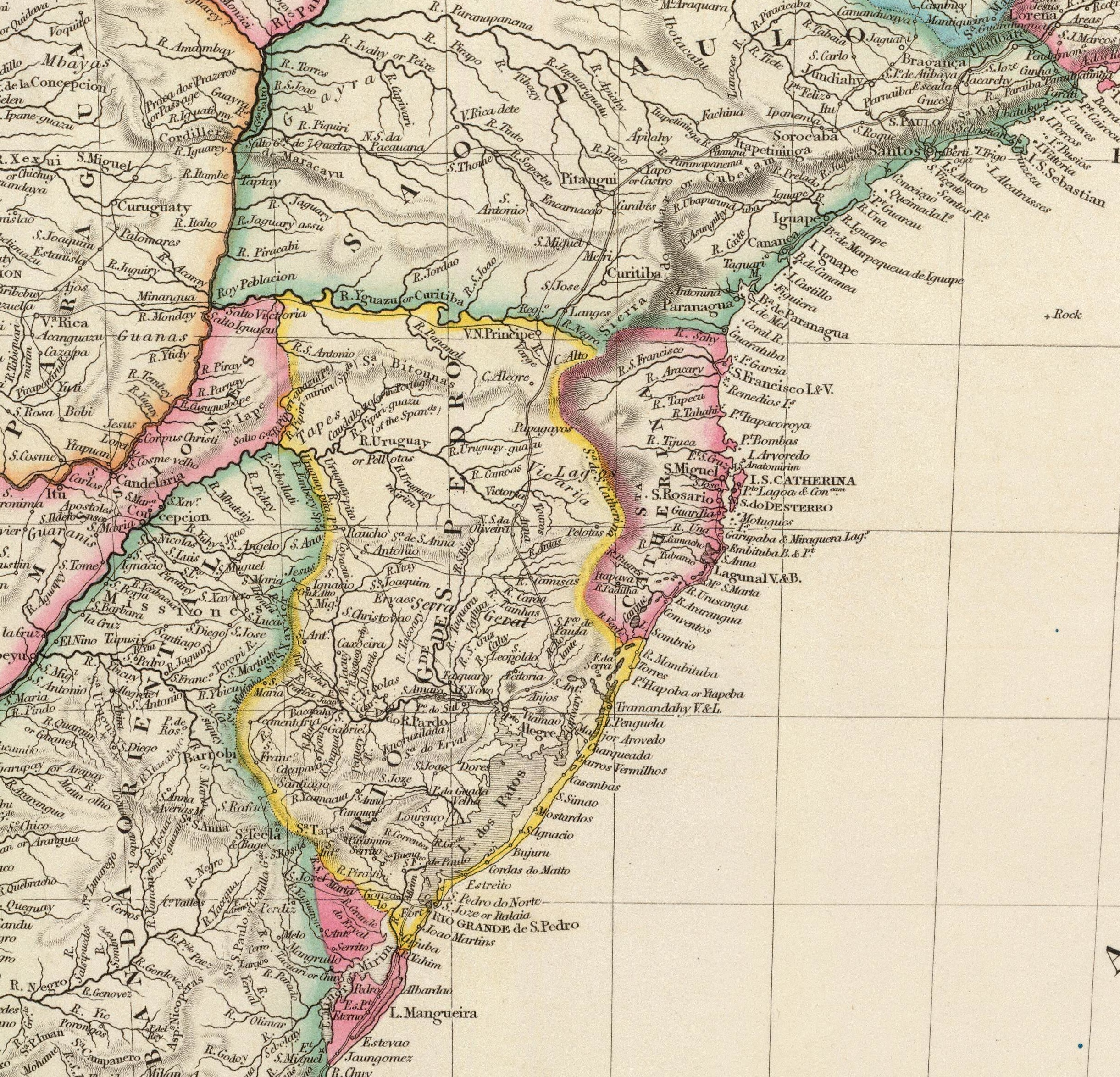
Caminho das Tropas em detalhe do mapa "Brazil" (1844), de John Arrowsmith.

Mapas da segunda metade do século XVIII já indicam o Caminho das Tropas, ainda que com pouca precisão, como a Carta corográfica dos limites do Estado de Minas Gerais com o de São Paulo (1766). Um dos mais antigos mapas que representam com maior precisão as estradas e caminhos entre os atuais estados de São Paulo e Paraná é o Guia de Caminhantes, de Anastácio Santana (1817), porém dezenas de mapas, ao longo do século XIX, enfatizaram os troncos principais do Caminho das Tropas, que iam de São Paulo a Castro (passando por Cotia, São Roque e Sorocaba) e daí a Lapa, rumo a Santa Catarina e Rio Grande do Sul.
Uma carta de 23 de fevereiro de 1880, assinada na Freguesia da Consolação por Francisco Antônio de Paula Cepelos e mais 69 agricultores e lavradores da cidade de São Paulo e da Vila da Cutia, solicitou à Assembleia Legislativa Provincial de São Paulo o reparo da Estrada Geral de São Paulo ao Paraná, especialmente no trecho até a Vila da Cutia. Os detalhes dessa carta ajudam a compreender a configuração dessa estrada, na qual as tropas eram obrigadas a pagar um pedágio (na época denominado “taxa de barreira”) em pontos específicos com porteiras, sendo essa a origem do nome do bairro cotiano do Portão:
"Ilustríssimos Excelentíssimos membros da Assembleia Provincial.
 Os abaixo assinados, lavradores e agricultores deste município e do da Cutia, vêm respeitosamente pedir a Vossas Excelentíssimas a decretação de uma quota, no próximo orçamento, para os reparos, ou antes, reconstrução da estrada que da capital leva ao sul da província e ao norte do Paraná, especialmente na parte compreendida entre a freguesia da Consolação e a Vila da Cutia. Como não ignora esta respeitável Assembleia, é por essa estrada que transitam as tropas que vem da feira de Sorocaba com direção a diversas províncias, deixando não pequena renda para os cofres provinciais. 
Por aí passa também, tendo pago a taxa de barreira no lugar próprio, todo o gado que vem para o consumo da capital, Santos, etc.
É essa, ainda, a via de comunicação por onde são transportados os gêneros alimentícios consumidos nesta grande cidade.
Uma estrada de tão grande tráfego acha-se em estado lamentável, em consequência das grandes chuvas, achando-se caídas ou em estado de iminente ruína quase todas as pontes.
Urge tomar providências em ordem a remover o embaraço com que lutam o comércio e a pequena lavoura, proporcionando-lhes fáceis e cômodos meios de transporte.
Estas considerações e outras que não escaparam à perspicácia dos ilustres deputados, fazem esperar do seu reconhecido patriotismo a satisfação de uma necessidade tão urgente, qual é o concerto da estrada da capital a Cutia, votando fundos, que não excederão de quatrocentos réis, para fim tão importante."
O Caminho de Cotia foi desativado com o início da construção da Estrada São Paulo-Paraná em 1922, porém seu traçado foi integrado aos bairros entre São Paulo e Cotia, sendo assinalado nos mapas antigos e reconhecível nos mapas atuais.

### A Aldeia de Koty
A administração portuguesa da região oeste da Capitania de São Vicente foi iniciada em 12 de outubro de 1580, com a concessão nessa data, pelo capitão-mor Jerônimo Leitão, de sesmaria, no sítio de Carapicuíba, aos índios da Aldeia de Pinheiros (fundada em 1560). Há evidências que o Capitão-Mor da Capitania de São Vicente Gaspar Conqueiro possuía uma Sesmaria entre Cotia e Vargem Grande Paulista, no início dos anos 1600. Pouco depois, foram doadas aos jesuítas a fazenda de Carapicuíba em 1615 e a sesmaria M’boy (Embu) em 1624, que fizeram parte dos 12 aldeamentos indígenas da Capitania (depois Província) de São Paulo: Pinheiros, Carapicuíba (desativada em 1698), Barueri, São Miguel, M'Boy, Itariri (fundado em 1837), São João Batista (fundado em 1843), Piraju (fundado em 1860), Queluz, Itaquaquecetuba, Escada e Tijuco Preto (fundado em 1865).
A partir de 1603 iniciaram-se as bandeiras de apresamento dos índígenas e, consequentemente, a guerra entre jesuítas e bandeirantes (escravizadores de indígenas), e em 1628, a bandeira de Manuel Preto, com cem paulistas e 2 mil indígenas auxiliares (na qual engajou-se o português Raposo Tavares) percorreu o braço principal do antigo caminho indígena do Peabiru (que ligava a região da Vila de São Vicente aos atuais Paraná e Paraguai), rumo às reduções jesuíticas do Guayrá, com a finalidade de captura de índios, tipo de ação que os historiadores do século XIX passaram a denominar "desbravamento". Ao longo desse caminho foram estabelecidas várias aldeias e povoados indígenas ou mestiços, já na primeira metade do século XVII, que nos períodos seguintes deram origem a freguesias, vilas e cidades do oeste paulista, como Cotia, São Roque, Sorocaba, Itapetininga, Castro e outras.
Desde a primeira metade do século XVII já existiam fazendas e residências rurais no oeste paulista (como a Casa do Butantã, o Sítio do Padre Inácio, o Sítio do Mandu e o Sítio Santo Antônio, este último pelo bandeirante Fernão Paes de Barros em cerca de 1640) e as primeiras vilas da região foram instituídas em 1657 (São Roque) e 1661 (Sorocaba). A Aldeia de Koty (posteriormente também chamada de Coty, Cuty, Cutia, Acutia e Acotia) foi estabelecida em meados do século XVII, não como aldeamento jesuítico, tal como havia ocorrido com as aldeias de Pinheiros, Carapicuíba e M’boy (Embu), mas como núcleo indígena (carijó) "protegido" por um fazendeiro (o coronel Antonio Vieira Tavares), que explorava o trabalho dos aldeões. Sua criação parece ter alguma relação com o fim da guerra entre Pires e Camargos (1640-1680), que até então havia dificultado os projetos de aldeamento na região.
A Aldeia de Koty foi instalada em alguma das várias colinas que existem na confluência entre o Rio Cotia e o Caminho do Peabiru (provavelmente a ponte da atual Rua Ladislau Retti sobre o Rio Cotia), que já havia se tornado rota bandeirante no século XVII (futuro Caminho das Tropas nos séculos XVIII e XIX), nas proximidades da atual Estrada Fernando Nobre (região dos atuais km 28,0 a 29,5 da Rodovia Raposo Tavares). O bairro do Caiapiá tem sido apontado como o local da Aldeia de Koty, porém o cruzamento do Caminho das Tropas (em sua última configuração conhecida, ao redor de 1900) com o Rio Cotia ocorre no bairro ao lado do Caiapiá, o Jardim do Rio Cotia.
Ainda que não haja informações históricas suficientes sobre a fazenda na qual foi construída a casa do Sítio do Mandu, é possível supor que esta teve alguma relação com a Aldeia de Koty e mesmo que esta aldeia tenha sido originalmente fixada nas dependências dessa fazenda (e que seu proprietário, à época, tenha sido Antonio Vieira Tavares), à semelhança do que ocorreu em outras vilas do oeste paulista, como São Roque. De acordo com John Monteiro, nesse local já existia cultura de trigo desde a década de 1620, e era conhecido com esse nome desde a primeira metade do século XVII, pois em vereança de 18 de junho de 1633, a Câmara de São Paulo referiu-se a incidentes entre lavradores e padres da Companhia de Jesus, nas terras de "Cuty" e "Caraquapucuiba".
Em 8 de setembro de 1662 foi instalada, na Aldeia de Koty, e sob a proteção do coronel Antonio Vieira Tavares, segundo o sistema de povoamento e "proteção" de indígenas então vigente, uma capela curada dedicada a Nossa Senhora do Monte Serrate, cujos vestígios arqueológicos infelizmente nunca foram encontrados e talvez tenham sido definitivamente perdidos com a urbanização e construção de fábricas nessa região. Manuel Eufrásio de Azevedo Marques informa, nos Apontamentos históricos, geográficos, biográficos, estatísticos e noticiosos da província de São Paulo (1879), que o local em que havia sido instalada a capela de Nossa Senhora do Monte Serrate, correspondia, em 1876, ao sítio de Antônio Manoel Vieira, mas ainda não se sabe ao certo a localização desse sítio.
Cotia já era paróquia em 1684, quando foi visitada pelo Bispo do Rio de Janeiro, Dom José de Barros Alarcão e, em 1686, possuía 405 habitantes, ainda nas proximidades do Rio Cotia. Em função do mau estado da capela, Dom José de Barros Alarcão ordenou, em sua visita, que a mesma fosse derrubada e que seus pertences fossem transferidos para a Itu (vila desde 1657).
A instalação da Capela de Nossa Senhora do Monte Serrate na Aldeia de Koty reforça a conexão com a Aldeia e depois Vila dos Pinheiros, na qual também foi erigida uma Capela de Nossa Senhora do Monte Serrate, e que mantém essa devoção até o presente: em função do trânsito de bandeirantes e tropeiros no Caminho das Tropas e depois nas estradas sobre o mesmo estabelecidas, Cotia e Pinheiros mantiveram estreita relação desde o século XVII (e que existe até o presente, em função de sua ligação pela Rodovia Raposo Tavares).

### A Freguesia da Cutia

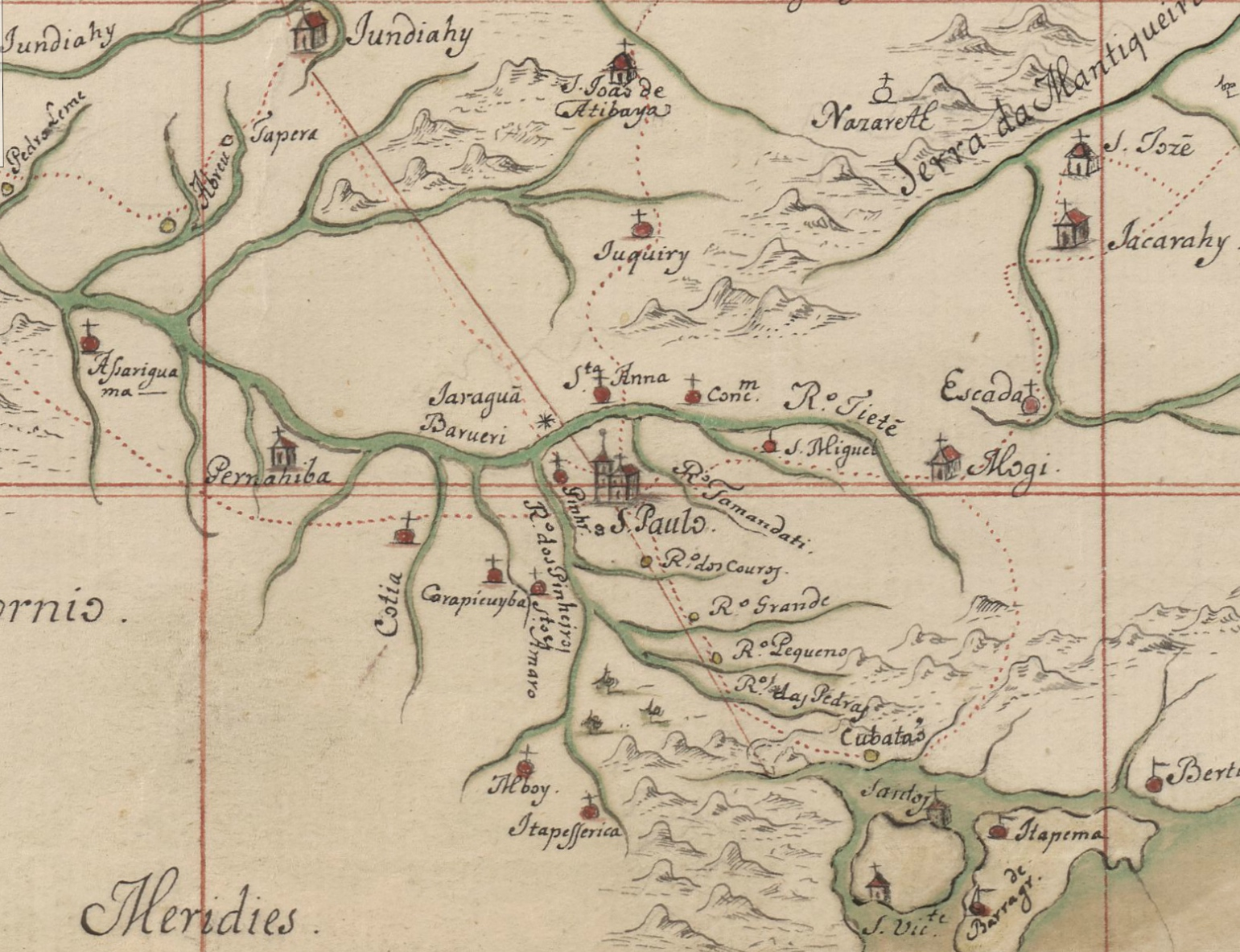
Arraial de Cotia em detalhe do "Mappa da capitania de S. Paulo" de Francesco Tosi Colombina (meados do século XVIII) (Biblioteca Nacional do Rio de Janeiro).

No início do século XVIII, o coronel Estevão Lopes de Camargo doou terras para a construção de uma nova capela no alto da colina na qual atualmente se encontra a matriz (em configuração semelhante à de outras vilas portuguesas instaladas sobre colinas, como a própria Vila de São Paulo), alguns quilômetros adiante no Caminho das Tropas (na região dos atuais km 33 a 34,5 da Rodovia Raposo Tavares), que posteriormente iriam sediar o novo povoado da Cutia.

Por decisão do coronel Estevão Lopes de Camargo e do padre Mateus de Lara Leão, com apoio dos bandeirantes Fernão Dias Paes Leme e Gaspar de Godoi Moreira, a nova Capela de Nossa Senhora do Monte Serrate foi inaugurada em 8 de setembro de 1713, com a entrada solene da padroeira no altar mor (que até então estava na Vila de Itu). O assento da posse do Padre Mateus de Laya Leão, no mais antigo livro de Tombo de Cotia (Arquivo da Cúria Metropolitana de São Paulo), datado de 1713 (uma corrosão no documento indica a possibilidade de a data ser 1703, adotada por alguns autores), é a principal fonte sobre o translado de Cotia para o sítio atual, informando que o "protetor" do novo povoado, de acordo com o sistema vigente, era o coronel Estevão Lopes de Camargo (e que o protetor da antiga Aldeia de Koty havia sido Antonio Vieira Tavares):

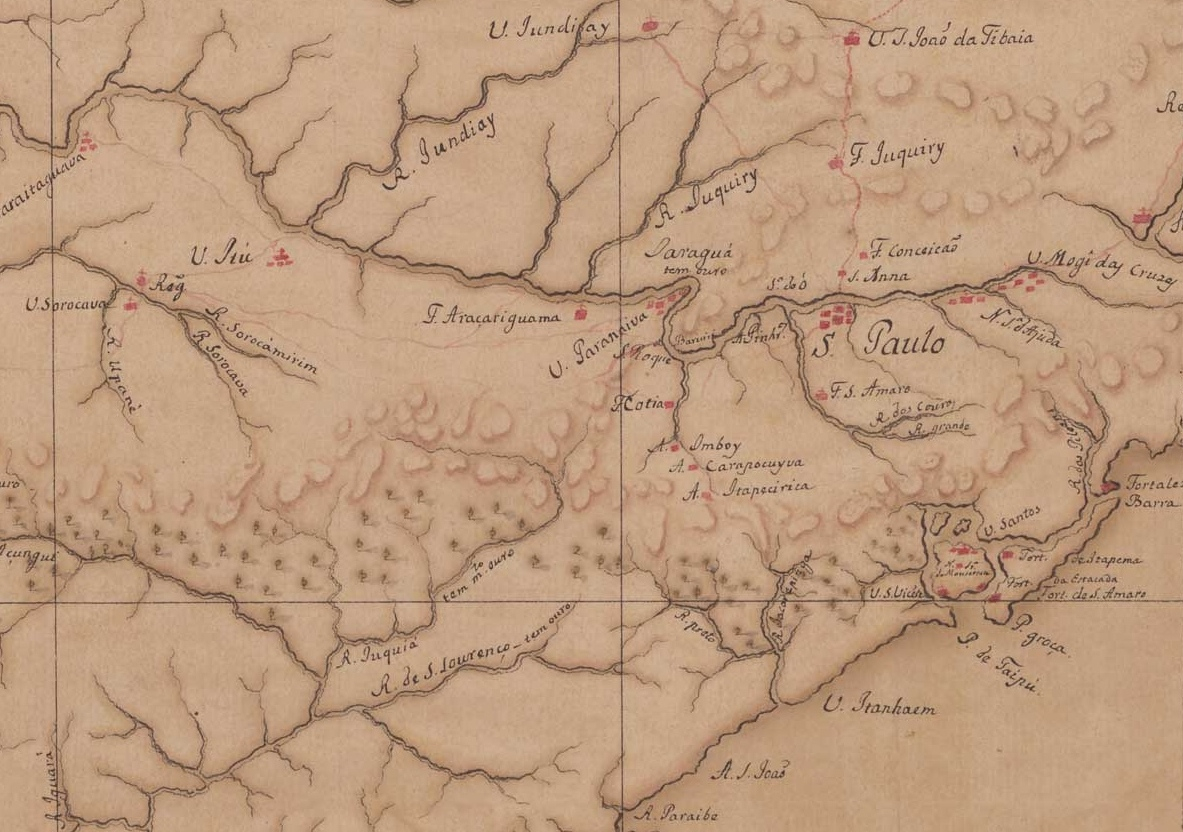
Freguesia da Cutia, em detalhe do mapa de 1750, intitulado "Costa do Brasil desde a ponta de Itapetininga, São Paulo, até o rio Imbou ao sul da Ilha de Santa Catarina" (Biblioteca Nacional do Rio de Janeiro).

“Matheus de Lara Leão, capelão curado pelo ilustríssimo Sr. D. Francisco de São Hieronimo, tomei posse desta Capela de Nossa Senhora do Monte Serrate, mudada para este lugar de parte deserta por conveniência dos moradores, e fregueses da dita capela, que sempre foram, e nela me fez entrega um dos protetores mais devoto e zeloso, Estevão Lopes de Camargo, toda a fábrica nova da dita Igreja, excepto a antiga, que a levou o protetor antigo Antonio Vieira Tavares para a Vila de Itu, por ordem do Reverendo Visitador Manoel da Costa Cordeiro (como constava in scriptos) e só ficou a imagem com sua casa despida; e como tal, me entregou o dito protector tudo novo de sua custa, e de algumas esmolas dos devotos, que assim o pediram com ânimo de sustentarem capelão com seu ordenado, para bem de suas almas, por estarem em parte remota, e de toda a dita fábrica faço aqui assento neste presente livro para que conste assim destas causas, que tenho recebido, como das mais que à dita Igreja competem, que aqui se farão assento delas; do que o Ilustríssimo Senhor Bispo ordenará o que for servido. Cutia, na mesma capela ut supra, aos nove de setembro. Ano de mil sete centos e tre[ze]. Mateus de Lara Leão."
A Matriz de Cotia, ao longo dos séculos XVIII e XIX, teve três irmandades (Rosário, Irmandade do Santíssimo Sacramento e Nossa Senhora da Conceição), que realizavam sepultamentos no interior dessa igreja, no seu cemitérios e em outras capelas da freguesia (prática encerrada quando da construção do primeiro cemitério municipal de Cotia, iniciado em 1856).

O novo povoado da Cutia, nessa época, passou a reunir uma pequena quantidade de casas, em torno da atual praça da matriz, dando origem à Freguesia da Cutia em 1723, que passou a recebeber visitadores eclesiásticos, inicialmente da Diocese do Rio de Janeiro e, a partir de 1745, da Diocese de São Paulo. O primeiro visitador da Diocese de São Paulo que visitou a freguesia da Cutia em 21 de dezembro de 1759, Miguel Dias Ferreira, determinou "assoalhar ou ladrilhar o corpo da igreja, pois se acha indecente, com muita poeira e muitos buracos, de sorte que mais parece uma estrebaria de brutos que a Casa de Deus". Na visita realizada em 1º de janeiro de 1768 (documento localizado e transcrito pelo pesquisador Paulo Castagna), o visitador Antônio José de Abreu registrou os mais antigos costumes culturais dos habitantes dessa freguesia:

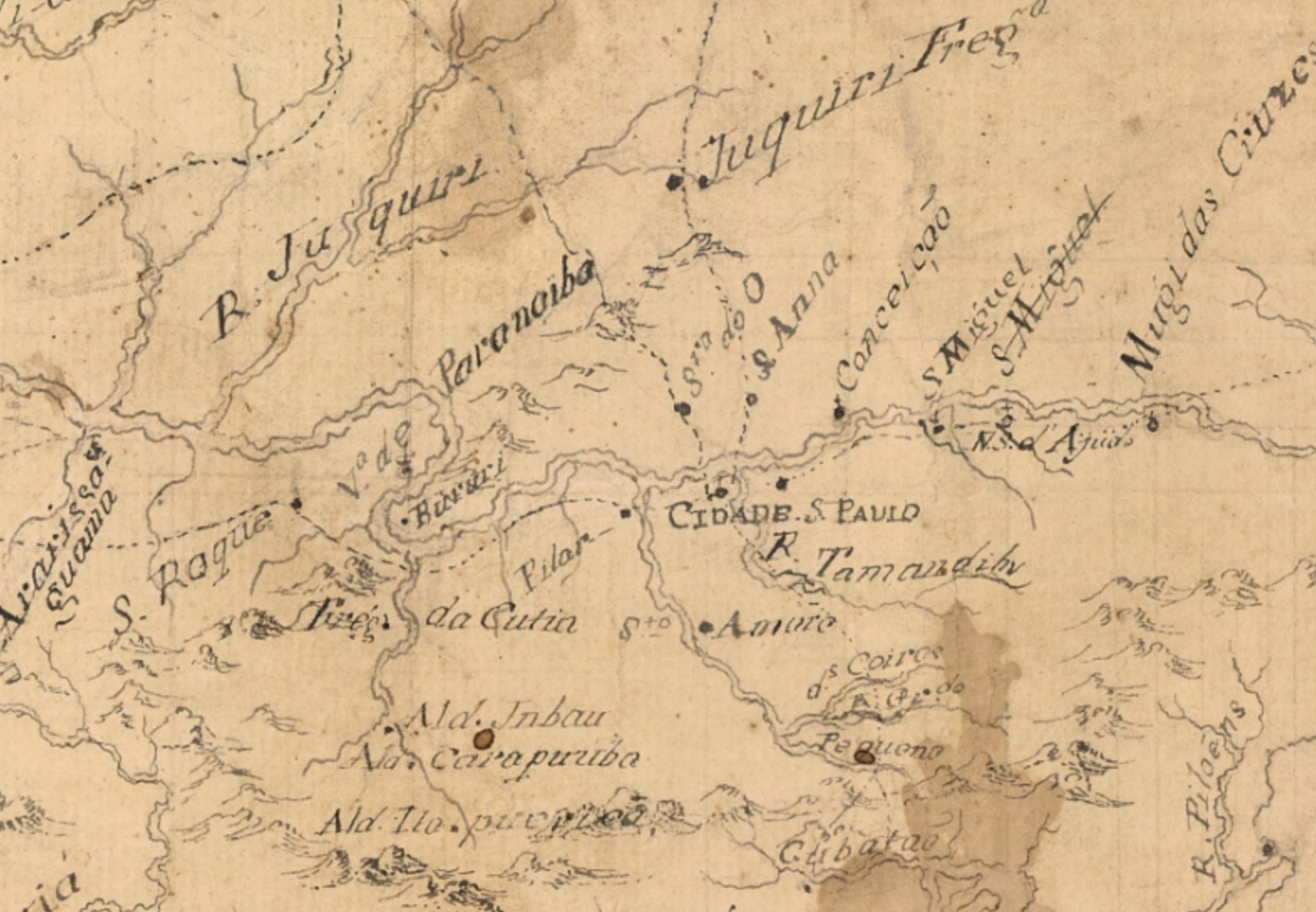
Freguesia da Cutia em detalhe do "Mapa de parte de São Paulo, Paraná e Santa Catarina" de cerca de 1800 (Biblioteca Nacional do Rio de Janeiro).

"É detestável o caso dos batuques e danças desonestas de homens com mulheres e umas indecentes festas que se costumam fazer em casas particulares a São Gonçalo, Santa Rita e outros santos, que mais servem de fomento da luxúria que de louvor aos mesmos santos, que festejam com senhores danças e excessos no comer e beber, de que reza-lhes gravíssimas ofensas a Deus, pela demasia da gula e outras desenvolturas que à modéstia cala e ninguém ignora. E porque se não podem permitir semelhantes abusos próprios da gentilidade e injuriosos à religião católica que professamos, por isso recomendo muito ao Reverendo Pároco que nesta matéria lhe encarrego gravemente a consciência, que procure lançar fora dos limites desta freguesia esta desenvoltura, e constam ela, o que deve indagar exatamente que em alguma casa, se fazem semelhantes festas ou danças de homens com mulheres, ainda que seja nas ocasiões dos pochirões, condenará ao dono da dita casa em três mil réis e a cada um dos que assistir ou entrar em semelhantes folguedos em seiscentos e quarenta réis, que tudo aplico para a Fábrica desta Igreja e, além disto, lhes advertirá que incorrem em excomunhão maior ipso facto, imposta na Pastoral [de 03/11/1727] do Excelentíssimo Senhor Bispo defunto Dom Frei Antônio de Guadalupe."

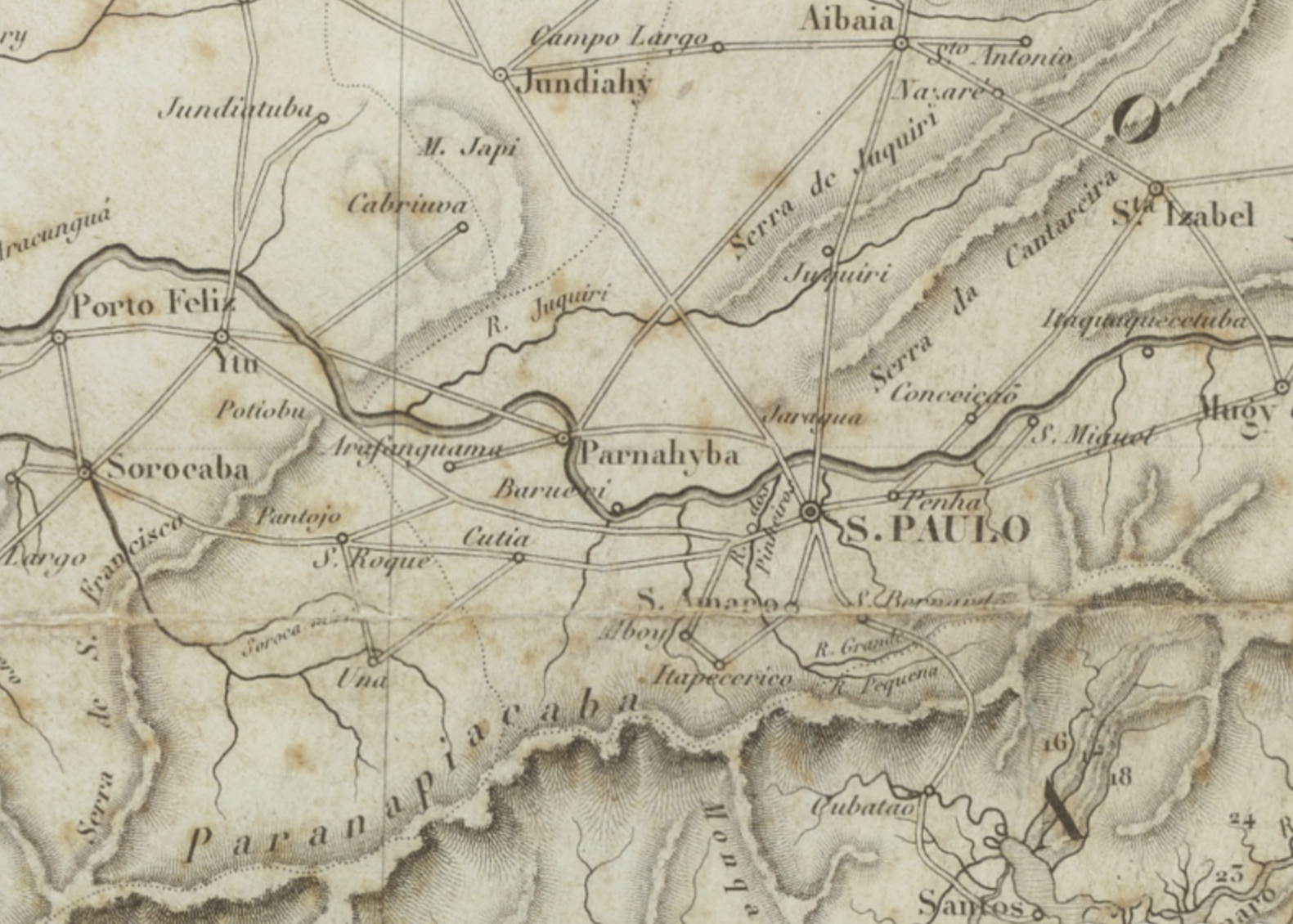
Freguesia da Cutia em detalhe do "Mappa chorographico da provincia de San Paulo" de Daniel Pedro Müller (1841) (Biblioteca Nacional do Rio de Janeiro).

A Freguesia da Cutia passou a figurar em mapas da região a partir da segunda metade do século XVIII, como no mapa de 1750 intitulado "Costa do Brasil desde a ponta de Itapetininga, São Paulo, até o rio Imbou ao sul da Ilha de Santa Catarina", no "Mappa da capitania de S. Paulo" de Francesco Tosi Colombina (meados do século XVIII), no "Mapa de parte de São Paulo, Paraná e Santa Catarina" do início do século XIX e no "Mappa chorographico da provincia de San Paulo" de Daniel Pedro Müller (1841), todos da Biblioteca Nacional do Rio de Janeiro.
Os dados populacionais da Freguesia da Cutia antes do século XIX são raros, imprecisos e ainda pouco estudados. De acordo com as informações atualmente disponíveis, a freguesia possuía 912 habitantes em 1736, 1.735 habitantes em 1766 e 1.825 habitantes em 1786. O Almanaque Histórico-Literário do Estado de São Paulo para 1897, na interessante tabela “População de São Paulo em 1794” indica, para a “Companhia da Ordenança da Cutia” (uma das 28 unidades administrativas da então Capitania de São Paulo), um total de 323 pessoas (sendo 145 homens e 178 mulheres; 206 livres e 117 escravos), dados que provavelmente refletem a população urbana da Freguesia da Cutia em 1794. O “Quadro estatístico da Província de São Paulo”, sob ordens do Marechal de Campo Daniel Pedro Muller, por indicação da Assembleia Legislativa, de 1836, registra, em Cotia, 3.770 habitantes, constituídos de 17% de escravos e 83% de cidadãos livres, o que dá uma dimensão do seu restrito desenvolvimento populacional e econômico até essa fase.

### Da Vila da Cutia ao município de Cotia
A Freguesia de Cutia foi elevada, pela Lei Provincial n.º 7, de 2 de abril de 1856, à Vila da Cutia (com essa mesma ortografia). Em ofício de 3 de janeiro de 1857, a Câmara Municipal de São Paulo comunicou a instalação da nova Câmara da Vila da Cutia em 3 de janeiro desse ano, dando posse ao seu primeiro presidente, o vereador eleito José de Araújo Novaes.
O Almanaque Paulistano de 1856 (para 1857) indica, na recém instalada Vila da Cutia, que contava com 4.125 habitantes, a existência de 1 agência do correio, 1 vigário colado, 1 professor de primeiras letras e 7 eleitores. Já o Almanaque da Província de São Paulo de 1873 (para 1873) registra, em meio aos 5.024 habitantes da Vila da Cutia, o nome do presidente da câmara municipal e dos 6 vereadores, 1 vigário, 1 sacristão, 1 subdelegado, 3 suplentes de subdelegado, 2 escrivães, 4 juízes de paz, 8 eleitores, 8 suplentes de eleitores, 1 capitão, 1 tenente e 1 alferes da 3ª Companhia Avulsa da Guarda Nacional (com 140 praças), 1 capitão, 1 capitão adido e 2 tenentes adidos da Reserva (com 120 praças), 1 agente da agência do correio, 1 inspetor da instrução primária, com 4 professores públicos (1 em Cotia, 1 em "Itaqui", 1 em “Carapucuíba” e 1 em “Várzea Grande”), 1 professora pública e 1 professor público aposentado, 6 fazendeiros (que se dedicavam ao gado vacum e cavalar, cultura de milho e feijão), 2 comerciantes de lojas de fazendas, 8 negociantes de secos e molhados, 2 alfaiates, 1 carpinteiro, 1 ferreiro, 1 mestre de música, 1 padeiro e 2 pedreiros, registrando ainda, mas sem indicação dos nomes, a existência de 5 guardas da polícia local, 504 escravos matriculados na Província de São Paulo (conforme a Lei nº 2.040, de 28 de setembro de 1871).
O Primeiro Código de Posturas da Vila da Cutia foi redigido em sua Câmara Municipal em 25 de fevereiro de 1858, em função da criação da vila em 1856 (com 57 artigos). Pela Resolução nº 57, de 28 de abril de 1874, a Assembleia Legislativa Provincial de São Paulo mandou publicar e executar executar o Segundo Código de Posturas da Câmara Municipal de Vila da Cutia (com 118 Artigos), ampliados pela Resolução nº 136, de 8 de junho de 1886 da Assembleia Provincial, que mandou publicar e executar o Terceiro Código de Posturas da Câmara Municipal da Vila da Cutia (com 167 Artigos), modificado e ampliado no Quarto Código de Posturas da Câmara Municipal da Vila da Cutia (com 252 Artigos), publicado pela Resolução nº 167, de 21 de maio de 1889 da Assembleia Provincial de São Paulo, alterado pela Resolução nº 78, de 28 de agosto de 1890.
Após a proclamação da República, em lugar da Câmara foi nomeada uma Intendência, a 20 de fevereiro de 1890. Em 19 de dezembro de 1906, por meio da Lei Estadual nº 1.030, foi elevada à categoria de município, com o atual nome de Cotia. Embora já existente como aldeia em meados do século XVII (com a primeira Capela de Nossa Senhora do Monte Serrate inaugurada em 8 de setembro de 1662), foi adotada, como data de "fundação" da cidade, o dia de elevação da freguesia a vila (2 de abril de 1856), em função da constituição de sua primeira Câmara Municipal.

### Arruamento e urbanização de Cotia
O arruamento de Cotia, no século XVIII, foi iniciado entre o Caminho das Tropas (que deu origem às ruas Batista Cepelos/Senador Feijó) e o entroncamento com o caminho para a Aldeia de Barueri (atual Rua Nelson Ranieri), que deu origem às atuais Rua Dois de Abril, Rua Dez de Janeiro e Estrada Velha de Itapevi II (que eram unidas entre si antes da construção da alça norte da Rodovia Raposo Tavares). No entroncamento entre o Caminho das Tropas e o Caminho de Barueri foi instalada a Capela do Monte Serrate, formando a atual Praça da Matriz. As ruas posteriormente abertas no arraial, talvez já no século XIX, foram provavelmente as ruas Presciliana de Castro Pedroso, Benedita Barreiro Vítor e o prolongamento da Dez de Janeiro/Lopes Camargo até a Travessa Joaquim Horário Pedroso.
O setor urbano de Cotia, no século XIX, não deve ter ultrapassado o limite dessas ruas, construídas ao redor do Largo da Matriz. Em 1858 a recém inaugurada Câmara Municipal da Cutia solicitou à Assembleia Provincial Legislativa de São Paulo a designação de uma quota para a construção de uma murada destinada a evitar o desmoronamento do morro do Largo da Matriz, murada essa que deve ter sido removida quando da construção da atual murada que sustenta esse morro.
A entrada principal de Cotia, antes do século XX, era a Avenida Nossa Senhora de Fátima, que no centro histórico deriva-se na Rua Senador Feijó, e que remonta ao período de formação da Freguesia da Cutia, pois trata-se da continuação da Estrada Velha de Cotia e da Estrada do M'Boi, caminhos bem mais antigos que a Estrada São Paulo-Paraná (1922), posteriormente convertida na Rodovia Raposo Tavares. A Estrada São Paulo-Paraná criou uma nova entrada de Cotia, posteriormente convertida na Avenida Professor José Barreto, cuja ligação com a estrada foi interrompida quando da construção da nova alça de acesso ao centro de Cotia da na Rodovia Raposo Tavares na década de 1980 (por essa razão a parte final da Avenida Professor José Barreto termina em um barranco sobre a nova alça de acesso a Cotia).
O primeiro cemitério municipal de Cotia (hoje denominado Cemitério Municipal Central Velho), cujos grandes limites são a Avenida Nossa Senhora de Fátima e a Rua Ovídio Antônio Passos, foi construído justamente no Caminho de Cotia ou Caminho das Tropas (hoje Avenida Nossa Senhora de Fátima), após as sucessivas proibições, ao longo do século XIX, de sepultamentos em igrejas e capelas. Em ofício de 4 de fevereiro de 1856 ao Reverendo Anacleto José Ribeiro Coutinho, Vigário Geral do Bispado de São Paulo (pouco antes da elevação a Vila da Cutia), a Câmara Municipal de São Paulo determinou que este ordenasse à Paróquia da Cutia a construção do Cemitério Público da Freguesia, à custa da fábrica da paróquia. O cemitério foi sendo construído nas décadas seguintes e passou a contar com novas fontes de financiamento, incluindo a Câmara Municipal da Cutia e a Província de São Paulo. Pela Resolução nº 35, de 13/04/1886, a Província de São Paulo criou o lugar de zelador do cemitério da Vila da Cutia e fixou os seus vencimentos, bem como os do secretário da câmara, procurador e porteiro, enquanto o primeiro Código de Posturas da Câmara Municipal da Vila da Cutia, publicado pela Resolução nº 136, de 8 de junho de 1886 da Assembleia Provincial, estabeleceu o primeiro conjunto de normas municipais sobre os sepultamentos e uso do cemitério público. Em 1890, o governador do Estado de São Paulo, Prudente José de Moraes Barros, informou em seu relatório ao presidente da República, Deodoro da Fonseca, que o cemitério municipal da Cutia era obra antiga e já liquidada. A atual capela do Cemitério Municipal Central Velho foi concluída em 1916 (conforme data na fachada) e deve ter substituído menor capela menor e mais antiga, construída ainda no século XIX.
O "Mapa da Região de Itapevi a Cotia", do Instituto Geográfico e Geológico (1963), um dos mais antigos mapas conhecidos da cidade, já indica dois novos focos de urbanização além do centro histórico: o primeiro desses novos bairros, situado aproximadamente entre os atuais Cemitério Municipal Central Velho, Terminal Metropolitano e o Ginásio de Esportes, estava circunscrito entre a antiga Estrada São Paulo-Paraná (atual Rodovia Raposo Tavares) e as atuais Avenida Professor Manuel José Pedroso, Rua Monsenhor Ladeira e Rua José Augusto Pedroso, correspondendo à atual Vila São Francisco de Assis. O segundo desses novos bairros estava circunscrito entre a antiga Estrada São Paulo-Paraná e as atuais ruas Professor Manuel José Pedroso/Jorge Caixe/Rua dos Bandeirantes e Primo Batistoni, correspondendo à atual Vila Santo Antônio do Portão.

Os demais bairros do distrito-sede de Cotia (portanto a grande maioria dos atuais bairros cotianos) foram construídos a partir da década de 1960 e estão associados à fase industrial do município e o consequente aumento de sua população e de sua densidade demográfica nesse período. A legislação municipal de Cotia referente à denominação de vias públicas ajuda a compreender a cronologia de instalação dos novos bairros, como o Decreto Municipal nº 850, de 20 de junho de 1975, que dá denominação de vias públicas no Jardim Nomura (bairro que urbanizou a área entre a Vila São Francisco de Assis e a Vila Santo Antônio do Portão), o Decreto Municipal nº 953, de 18 de fevereiro de 1976, que dá denominação de vias públicas no Jardim São Joaquim, e o Decreto Municipal nº 1329, de 14 de março de 1979, que dá denominação de vias públicas de diversos bairros de Cotia. A partir de 1981 a legislação cotiana é abundante na denominação de novas ruas e de novos bairros, refletindo o grande aumento populacional e de residências no município, como consequência direta de sua fase industrial a partir da década de 1960, e consequência indireta de sua fase agrícola da primeira metade do século XX. 

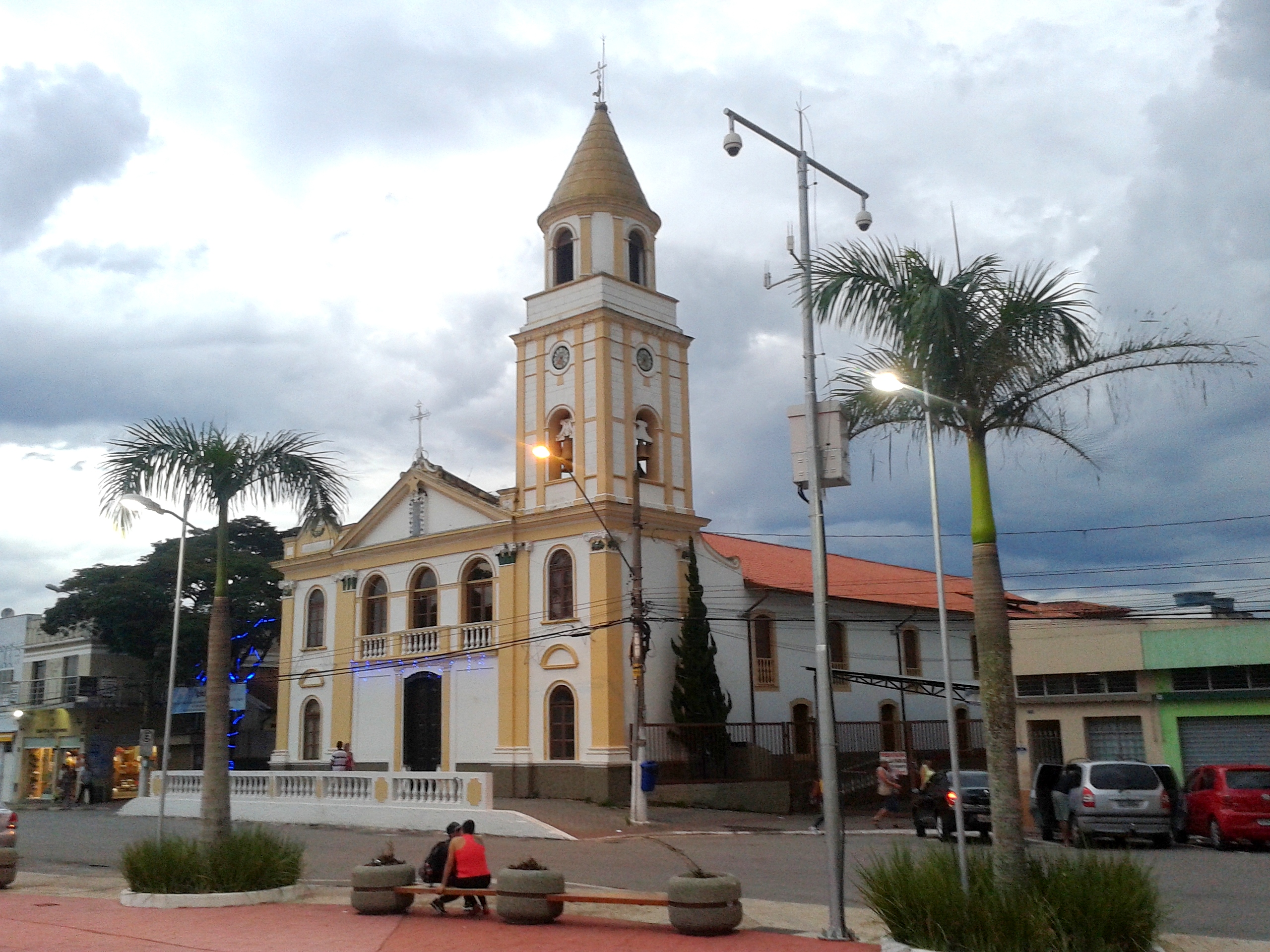
Igreja Matriz de Nossa Senhora do Monte Serrate (no centro de Cotia), REFORMADA em 1910-1911

### Divisões territoriais e administrativas do município de Cotia
Em divisão administrativa do ano de 1911, o município de Cotia estava constituído como distrito-sede e, pela Lei nº 1.471, de 19/10/1920, foi criado o distrito de Itapevi, anexado ao município de Cotia. Em divisão referente ao ano de 1933, o município estava constituído de dois distritos, Cotia e Itapevi, assim permanecendo em divisões territoriais datadas de 31/12/1936 e 31/12/1937. Em 1931, havia sido inaugurada a Estação Caucaia da Estrada de Ferro Sorocabana (entre os trechos Mairinque-Santos) e, por ser a estação mais alta do ramal ferroviário (com 936 metros de altitude), foi designada como “Caucaia do Alto”, o que favoreceu a criação, pelo Decreto-lei Estadual nº 14.334, de 30/11/1944, do distrito de Caucaia do Alto, anexado ao município de Cotia.
Pela Lei Estadual nº 233, de 24/12/1948, foi criado o distrito de Jandira, com terras desmembradas do distrito de Itapevi, e anexado ao município de Cotia. Em divisão territorial datada de 01/07/1950, o município estava constituído de quatro distritos, Cotia, Caucaia do Alto, Itapevi e Jandira, assim permanecendo em divisão territorial datada de 01/07/1955. Pela Lei Estadual nº 5.285, de 18/02/1959, foi desmembrado do município de Cotia o distrito de Itapevi, assim elevado à categoria de município. Em divisão territorial datada de 01/07/1960, o município estava constituído de três distritos: Cotia, Caucaia do Alto e Jandira. Pela Lei Estadual nº 8.092, de 28/02/1964, foi desmembrado do município de Cotia o distrito de Jandira, assim elevado à categoria de município. Sob a mesma Lei Estadual, foi criado no antigo bairro da Várzea Grande o distrito de Raposo Tavares e incorporado ao município de Cotia.
Em divisão territorial datada de 31/12/1968, o município de Cotia estava constituído de três distritos: Cotia, Caucaia do Alto e Raposo Tavares. Pela Lei Estadual n.º 3.198, de 23/12/1981, foi desmembrado, do município de Cotia, o distrito de Raposo Tavares, para constituir o novo município de Vargem Grande Paulista. Em divisão territorial datada de 01/06/1995, o município de Cotia estava constituído de dois distritos, Cotia e Caucaia do Alto, assim permanecendo na divisão territorial de 2009.

### História econômica do município de Cotia
As maiores fontes sobre o a história econômica de Cotia, ainda que escassas e referentes quase somente à primeira metade do século XX, são a Enciclopédia dos Municípios Brasileiros, do Conselho Nacional de Geografia e Conselho Nacional de Estatística (v.28, 1957, p. 267-269) e a a pequena monografia Cotia, de Fernando Pereira Cardim (da Diretoria de Documentação e Divulgação do CNE), publicada pelo IBGE em 1964. Para o século XIX os dados são bastante escassos, sendo encontrados principalmente nos Almanaques da Província de São Paulo e nos jornais paulistas do período. No Almanaque da Província de São Paulo de 1873 (para 1873) é mencionada a criação do gado vacum e cavalar, e a cultura de milho e feijão. A partir das informações conhecidas, é possível saber que a economia de Cotia, nos séculos XVIII e XIX era principalmente de subsistência, mas com algum excedente destinado ao comércio, principalmente para a capital e as freguesias e vilas do oeste paulista.

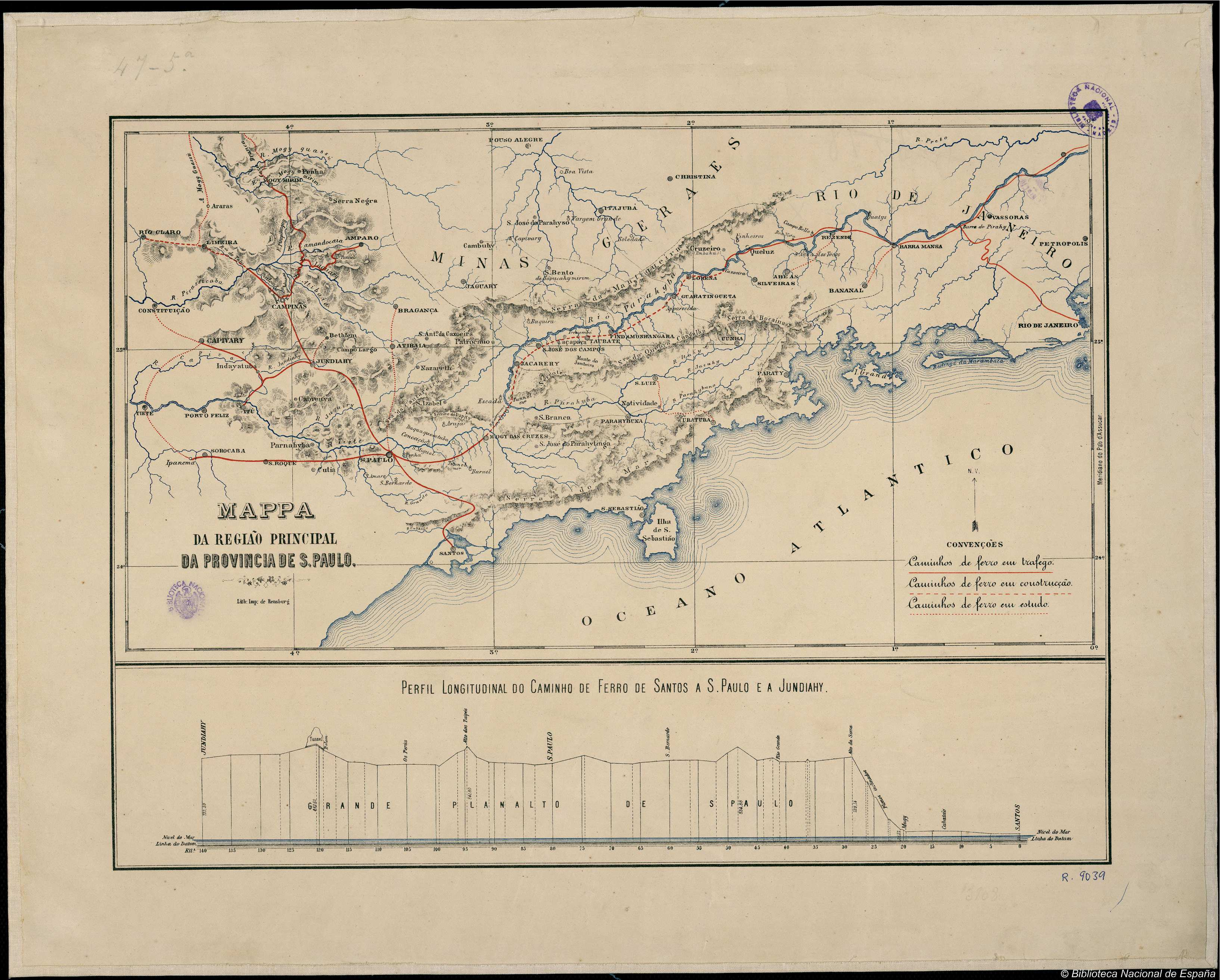
Passagem por Cotia (no distrito de Itapevi) da Estrada de Ferro Sorocabana, inaugurada em 1875.

Paralelamente, Cotia foi usada como centro de abastecimento de agua da capital desde o final do século XIX: três anos após a inauguração da caixa de abastecimento de água no Alto da Consolação em 1878, a cargo Companhia Cantareira (em frente à atual rua Piauí), começavam a chegar águas da Serra da Cantareira, do Cabuçu, e do Rio Cotia. Em 1902, o engenheiro Teodoro Sampaio indicou os mananciais hídricos de Cotia como estratégicos para o abastecimento de água na capital paulista, sinalizando a possibilidade do aprofundamento da adução do Rio Cotia, que seria iniciada na década seguinte e continua a ser importante para a capital na atualidade.
Na entrada do século XX, Cotia era um povoado com cerca de 5 mil habitantes e ainda mantinha economia e espaço urbano restritos e com poucas mudanças ao longo do século XIX. Apesar da instalação, junto à antiga Estrada Cotia-Barueri (uma parte da qual é hoje a Estrada da Roselândia), da Estação Cotia (hoje município de Itapevi) da Estrada de Ferro Sorocabana (fundada em 1870 e inaugurada em 1875), que aumentou o trânsito de moradores entre as cidades pelas quais passava a ferrovia, Cotia perdeu muitos habitantes para outras regiões, no período de 1874 a 1920, em função da exaustão da terra, decorrente da falta de tecnologia agrícola eficiente. A ferrovia acarretou o início da decadência do ciclo dos muares, gerando uma crise econômica em Cotia que somente seria superada pelas novas tecnologias agrícolas e de distribuição trazidas pelos imigrantes japoneses no século XX. Estevam de Almeida Prado deixou em 1926 o seguinte testemunho da pobreza dessa fase de subsistência, que somente seria alterada com a fase agrícola relacionada à imigração japonesa:
"Cotia, sede do município de igual nome e portanto expoente máximo de sua civilização, é uma cidade atrasadíssima, nada se adiantando  de 200 anos para cá. Seus prédios são na maioria de taipas e nos mostram em seu estilo e aspecto a sua remota construção. Na época em que foram feitos, podia ser que higienicamente eram bons (para o adiantamento higiênico da época), mas atualmente nada valem sob este ponto de vista. Com o atraso da educação sanitária do seu povo, como temos visto, e com a falta de higiene local, deduzimos que o campo era bastante apto para que a varíola ali florescesse e produzisse seus amargos frutos, se isso não aconteceu foi somente devido à presteza e energia com que o serviço sanitário tomou as necessárias providências"
De acordo com Fernando Pereira Cardim (1964) e com Ricardo Bezerra de Souza (s.d.), o primeiro acentuado crescimento econômico de Cotia deve-se à produção e distribuição, nos estados de São Paulo e Rio de Janeiro, da “batata de Cotia” (batata inglesa), introduzida na região por agricultores japoneses em 1913, porém o cultivo da batata em Cotia já era assinalado no Mapa Agrícola do Estado de São Paulo, da Sociedade Nacional de Agricultura, em 1908. De acordo com com Ricardo Bezerra de Souza, o ano de 1913 marca não exatamente o início do cultivo de batatas pelos imigrantes japoneses em Cotia, mas o afluxo de agricultores japoneses dissidentes do violento regime de trabalho nas fazendas de café do Vale do Paraíba. Uma estratégia importante no cultivo da batata foi a importação de sementes e tubérculos da Argentina, Holanda, Alemanha e França, estimulada pela Diretoria da Inspeção e Fomento Agrícola do Ministério da Cultura, a qual resultou em um grande incremento da produção, na década de 1920, como atestou o Diário Nacional de 6 de março de 1929: "Em Cotia, onde a batata é cultivada em grande escala pelos lavradores japoneses, a produção, em 1928, atingiu 160.000 sacos de 60 quilos, tendo alcançado o produto o preço médio de 40$000 por saco, perfazendo, pois, o total de 6.400:000$000".

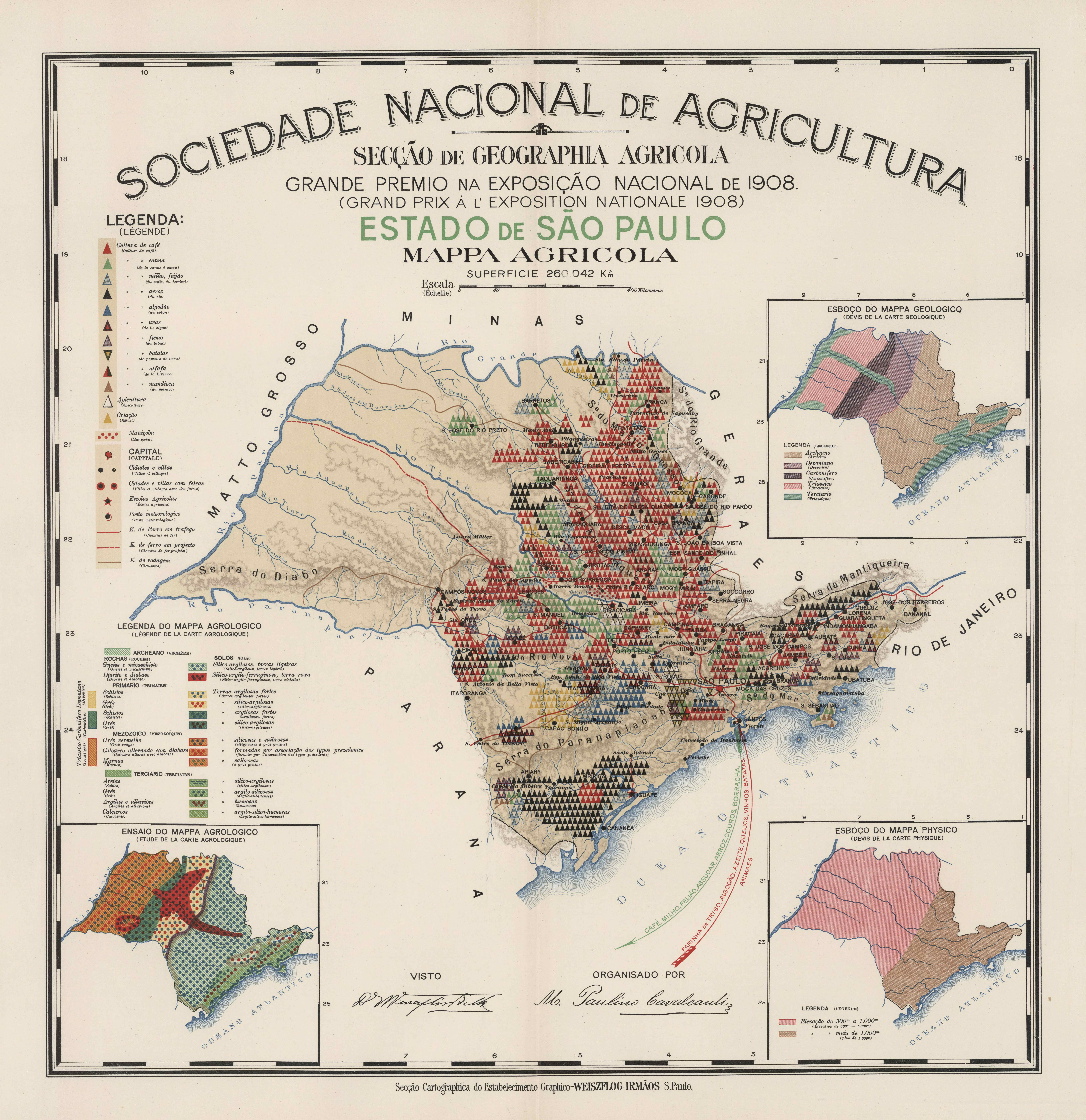
Produção de batatas em Cotia, indicada no Mapa Agrícola do Estado de São Paulo (1908), pela Sociedade Nacional de Agricultura (Brasil).

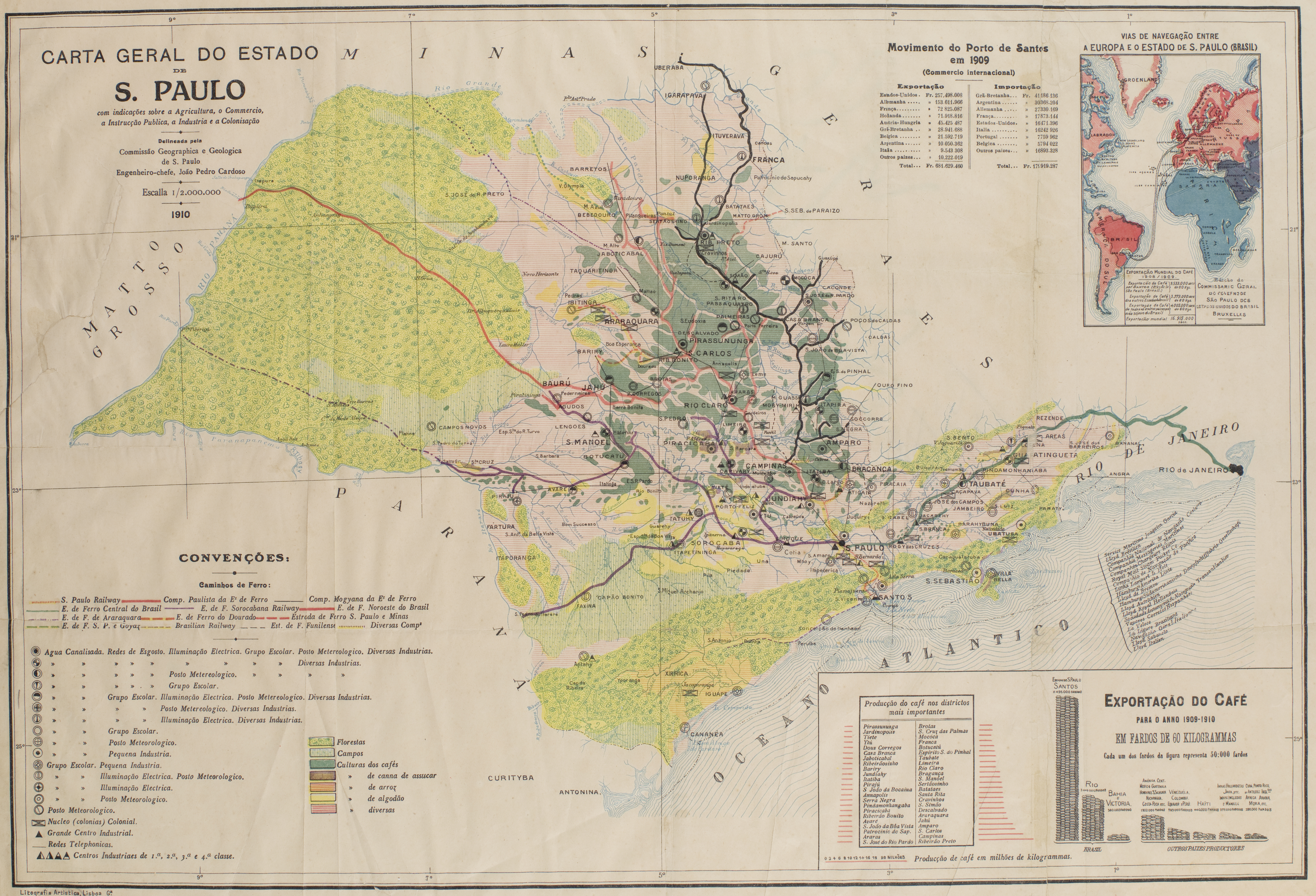
Mapa de São Paulo em 1910, destinado à captação de imigrantes para o trabalho agrícola no Estado

O Almanaque d’O Estado de S. Paulo para 1916 indica a produção em Cotia, nesse ano, de milho, arroz, fumo, cana e batatas. Em 1929, o Presidente do Estado de São Paulo, Júlio Prestes de Albuquerque, em relatório ao Presidente da República, Washington Luís, declarou:
"Não havendo nenhum campo de cooperação para cultura da batata, tem o governo providenciado para a isenção dos direitos aduaneiros e desenvolvido a fiscalização do emprego das batatas importadas para sementes. Essa cultura está extraordinariamente desenvolvida nos arredores de S. Paulo. No município de Cotia atingiu as 200.000 sacas em 1928 e vai se desenvolvendo em todos os municípios vizinhos. É uma cultura útil e remuneradora. Um agricultor japonês, em Cotia, auxiliado pelo governo apenas na isenção dos direitos aduaneiros, para a importação e transporte das sementes, numa área de cerca de 8 alqueires, correspondentes a 20 hectares, obteve uma colheita no valor de 100.000$000."
Esse desenvolvimento (facilitado pela construção da Estrada de Ferro Sorocabana) foi responsável pela ampliação das atividades agrícolas na região e resultou na criação da Cooperativa Agrícola de Cotia em 1927 (ativa até 1994), um dos maiores empreendimentos agrícolas do Brasil no século XX, cujas primeiras instalações comerciais no município foram no bairro do Moinho Velho, e externas ao município foram construídas no Largo da Batata (bairro de Pinheiros, São Paulo), que herdou esse nome justamente pela comercialização do principal produto cultivado em Cotia, seguidas pelos 90 outros depósitos regionais, como os galpões da Avenida Kenkiti Shimomoto, no bairro do Jaguaré, em São Paulo. Na década de 1950 os principais produtos agrícolas de Cotia eram tomate, batata, cebola e uva.

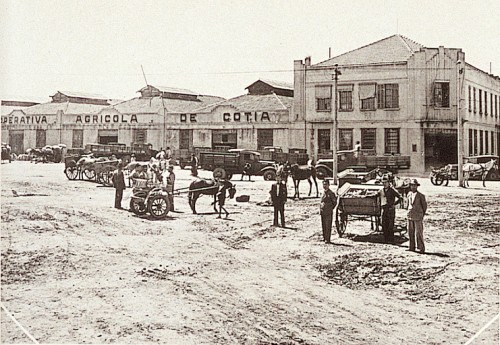
Instalações da Cooperativa Agrícola de Cotia no Largo da Batata (bairro de Pinheiros, São Paulo), onde os agricultores de Cotia comercializavam batatas e outros produtos.

O desenvolvimento agrícola do município provocou seu primeiro aumento populacional acentuado, em meados do século XX: enquanto o Censo de 1950 indica que 83% dos habitantes de Cotia ainda viviam na zona rural, Fernando Pereira Cardim indica que a variação populacional, de 1950 para 1960, foi de 238% (920 para 3.113 habitantes) no distrito-sede de Cotia, de 59% negativos (351 para 145 habitantes) no distrito de Caucaia do Alto e de 76% (630 para 1.110 habitantes) no distrito de Jandira. O censo de 1960 registrou, em Cotia, 17.906 pessoas em 3.469 domicílios, sendo 13.125 pessoas em 2.522 domicílios no distrito-sede (76% na zona rural), 2.734 pessoas em 536 domicílios no distrito de Caucaia do Alto (95% na zona rural) e 2.047 pessoas em 411 domicílios no distrito de Jandira (46% na zona rural).
O segundo grande aumento populacional de Cotia, na segunda metade do século XX (ainda em continuidade no presente), bem mais acentuado que o anterior e com forte incremento da densidade demográfica, foi o resultado de vários fatores, mas principalmente da mudança do perfil predominante de trabalho na região, de agrícola para industrial: o município já contava com 81 estabelecimentos industriais empregando 1.497 operários em 1956, segundo a Enciclopédia dos Municípios Brasileiros, e com 25 fábricas, 37 unidades escolares e 131 estabelecimentos comerciais em 1961, segundo Fernando Pereira Cardim. O encerramento das atividades da Cooperativa Agrícola de Cotia em 1987 e a drástica diminuição do cultivo da uva em São Roque no final do século XX, aliados ao aumento do número de fábricas de pequeno, médio e grande porte em Cotia (e, posteriormente em Vargem Grande Paulista), são indícios dessa mudança na região. Cotia saltou do 121º município brasileiro mais populoso no Censo de 1950 (com estimativa para o 173º município em 1946) para o 38º município brasileiro mais populoso no Censo de 2010 (com estimativa para o 33º município em 2018).
Outros fatores, no entanto, participaram do aumento populacional de Cotia na segunda metade do século XX, como o crescimento da oferta de empregos na capital, aliada ao desenvolvimento do transporte terrestre na Região Metropolitana de São Paulo, a imigração de pessoas procedentes de diversas regiões brasileiras e a criação dos primeiros condomínios horizontais da região, destinados inicialmente a residências de campo, e posteriormente à população excedente da capital, que manteve trabalho em São Paulo e transferiu seu domicílio para Cotia, fenômeno que ocorreu também nos municípios vizinhos, como Osasco, Barueri, Itapevi, Vargem Grande Paulista, Itapecerica da Serra e outros. A população registrada, no último censo (2010), foi de 201.150 pessoas, com densidade demográfica de 620,81 hab/km², enquanto a população estimada em 2017 foi de 237.750 pessoas, para uma área territorial de 323,994 km² e densidade demográfica de 733,81 hab/km², números que exibem o forte crescimento populacional e, sobretudo, da densidade demográfica nos últimos anos.
O IBGE possui dados estatísticos completos para o município de Cotia somente a partir do censo de 2010, que não permitem uma análise mais detalhada da fase anterior, mas que auxiliam a compreender parte das características do período industrial do município que caracterizam suas características predominantes na atualidade.

### Rodovia Raposo Tavares

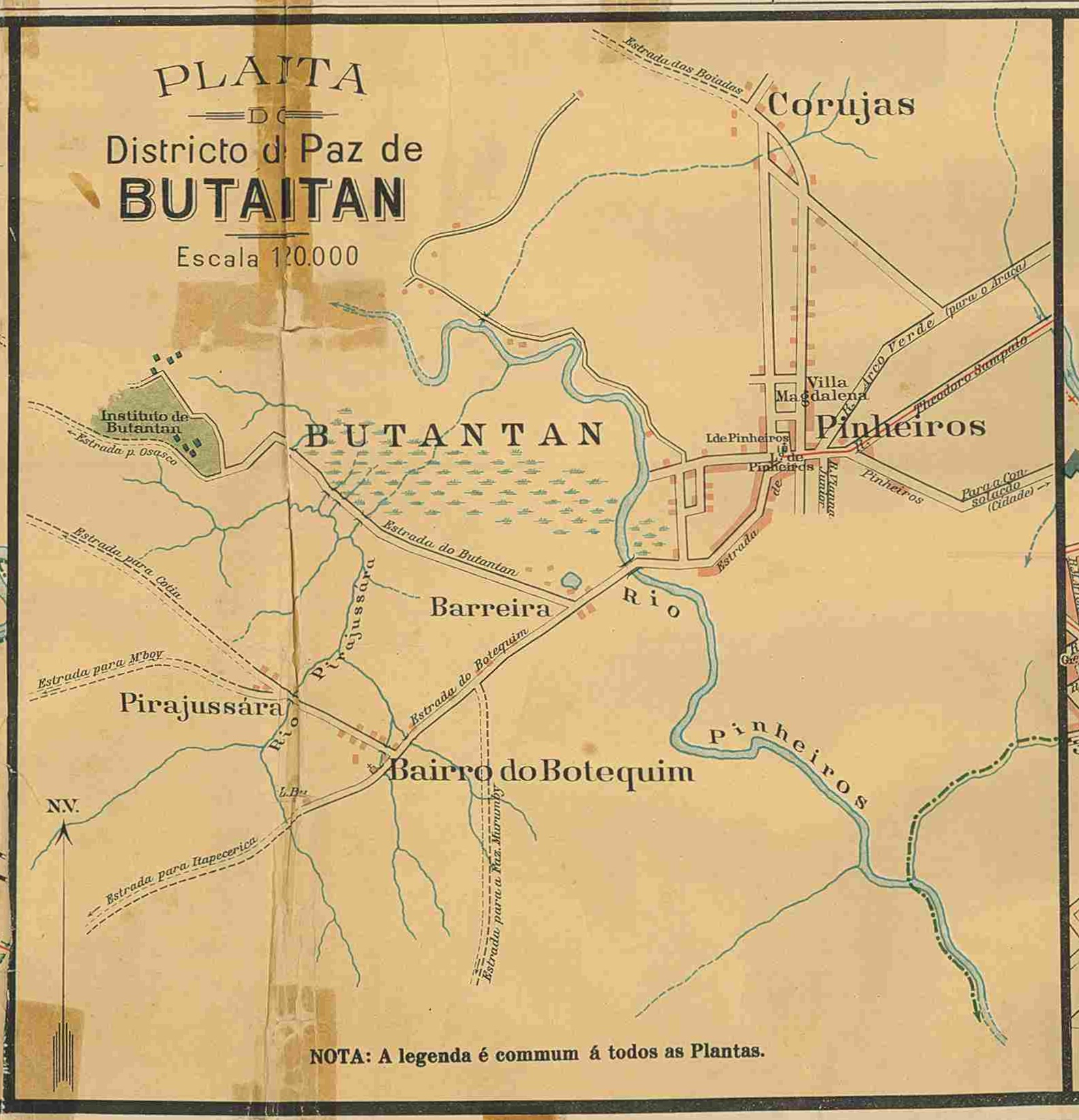
Início da "Estrada para Cotia", no atual bairro do Butantã, em 1913

Desde a fase de predominância agrícola, o município de Cotia passou a ter estreita relação com a situação da Rodovia Raposo Tavares (SP-270), construída sobre a Estrada São Paulo-Paraná (BR-2) inaugurada em 1922, inicialmente no trecho São Paulo-Cotia-São Roque (justamente a principal região agrícola nas imediações da capital), estabelecida sobre a Estrada de Cotia ou Caminho das Tropas (início do século XVIII a cerca de 1930), anteriormente rota bandeirante (século XVII), por sua vez estabelecida sobre o antigo Caminho do Peabirú (pré-cabralino).
A conexão da Vila de Pinheiros com a primitiva Estrada de Cotia era feita, nos séculos XVII a XIX, pelas atuais Praça Jorge de Lima (Praça da Paineira) e Rua Reação, mas com a urbanização dos antigos bairros do Botequim, Barreira e Pirajussara (posteriormente anexados ao bairro do Butantã), surgiram outras conexões: a Planta do Distrito do Butantã em 1913, por exemplo, indica a entrada da Estrada de Cotia pela atual Avenida Professor Francisco Morato (antiga Estrada do Botequim), virando 90 graus à direita pela atual Rua Sapetuba e prosseguindo na atual Rodovia Raposo Tavares.
Em 1954, o trecho São Paulo-Itapetininga da antiga Estrada São Paulo-Paraná (BR-2) recebeu o nome de Rodovia Raposo Tavares e começou a ser asfaltado, possibilitando o tráfego rodoviário decorrente do ciclo industrial que se iniciava nesse período, em função da parcial desativação da rede ferroviária brasileira ao longo do século XX. Até a década de 1960, a Rodovia Raposo Tavares passava por um trecho urbano complementar asfaltado no centro da cidade, porém na duplicação de 1978 foi construído um desvios da rodovia ao norte do centro, em região na época rural, entre os atuais km 31 e 36, tendo sido instalados nesse trecho, na primeira década do século XXI, a Casa do Usuário e, posteriormente, o Posto Policial de Cotia.

A duplicação do trecho de Cotia e Vargem Grande da Rodovia Raposo Tavares em 2002-2004, a conclusão do trecho oeste do Rodoanel no ano de 2002, e a inauguração da Avenida Escola Politécnica em 1995, foram fatores preponderantes para a expansão imobiliária na região, que absorveu e segue absorvendo parte significativa da população que trabalha em São Paulo: estudo do geógrafo Danilo Volochko em 2002 concluiu que “48% dos moradores do Residencial Valle Verde Cotia vinham de bairros como Capão Redondo, Pirituba e Brasilândia; a outra metade vinha de cidades da região metropolitana, principalmente Osasco, Cotia e Carapicuíba”. Paralelamente, a ampliação da Rodovia Raposo Tavares dividiu a cidade de Cotia ao meio. 

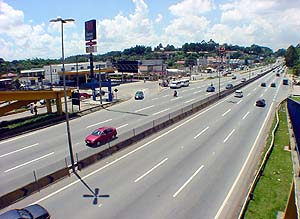
Rodovia Raposo Tavares, na região da Granja Viana, em Cotia

Desde as últimas décadas do século XX, muitos residentes em Cotia trabalham em São Paulo, o que gera um intenso tráfego de veículos e congestionamentos constantes na Rodovia Raposo Tavares. Parte desses condomínios foram criados como bolsões residenciais, e algumas ruas antes públicas foram convertidas em particulares. Geralmente, com exceção do serviço de coleta de lixo, todo o trabalho de manutenção de ruas  (segurança, recapeamento, etc.), em tais condomínios, é feito por empresas privadas. O modelo recebe críticas por supostamente infringir o direito de ir e vir, por privatizar espaços públicos e por impor o pagamento de mensalidades aos moradores; por outro lado, é utilizado por proporcionar maior segurança às ruas internas dos condomínios. A partir da década de 2010, a tendência em Cotia foi a criação de condomínios horizontais, com casas de metragens relativamente pequenas e voltadas para o público de padrão médio, geralmente oriundo das Zonas Sul e Leste da cidade de São Paulo.

### Imigração japonesa

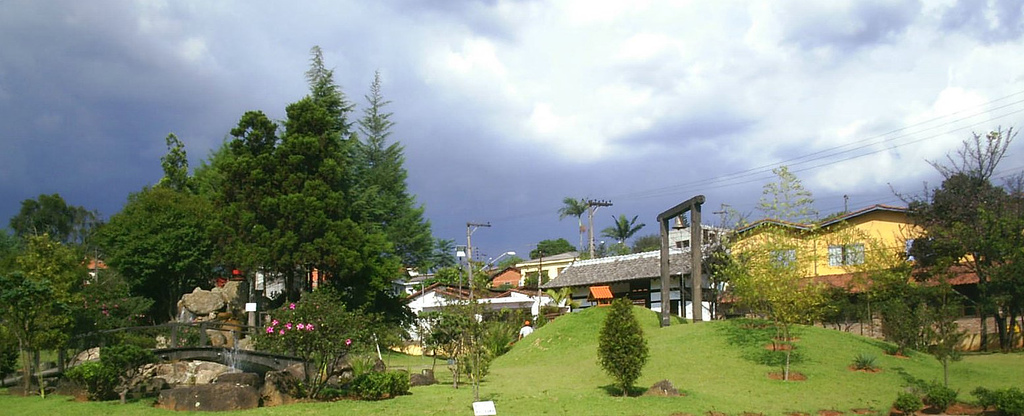
Praça Japonesa de Cotia

Em 1906, a Companhia Imperial de Emigração Nipônica enviou ao Brasil os técnicos Ryu Myzuno e Teijiro Suzuki para verificarem as áreas rurais paulistas disponíveis à recepção de agricultores. Em 1907 o Estado de São Paulo assinou um acordo para receber, até 1910, o  número de 3 mil imigrantes japoneses, incluindo a cidade de Cotia como um dos municípios contemplados. O primeiro navio com imigrantes japoneses (o Kasato Maru) aportou em Santos em 18 de junho de 1908 com 781 passageiros, entre os quais estavam os primeiros imigrantes japoneses que passaram a residir em Cotia e que iniciaram a fase agrícola do município, com o plantio da batata.

A partir do aumento do afluxo dos imigrantes japoneses em Cotia, em 1913, é fundada em 1916, no bairro do Moinho Velho, a Associação da Comunidade Japonesa, que lá estabelece a primeira escola agrícola do Brasil. A escola do Moinho Velho formou centenas de alunos, tendo a língua e a cultura nipônicas como base do aprendizado, além das matérias do ensino brasileiro. O impacto da imigração japonesa em Cotia, além das transformações sociais e culturais, proporcionou o primeiro grande incremento econômico do município, com reflexos em outras regiões brasileiras. De acordo com a Enciclopédia dos Municípios Brasileiros, do Conselho Nacional de Geografia e Conselho Nacional de Estatística (v.28, 1957):
"A própria natureza das correntes emigratórias produziu influência profunda na expansão do seu progresso. Cotia, embora tão próxima de São Paulo, esteve estagnada durante tantos anos em razão de se considerar seu solo sem qualidades para uma agricultura lucrativa. A colônia japonesa desmentiu esse conceito, realizando um trabalho notável. Hoje Cotia é uma cooperativa de grande produção a se espraiar até ao Vale do Paraíba, com um extenso cultivo de verduras e legumes."

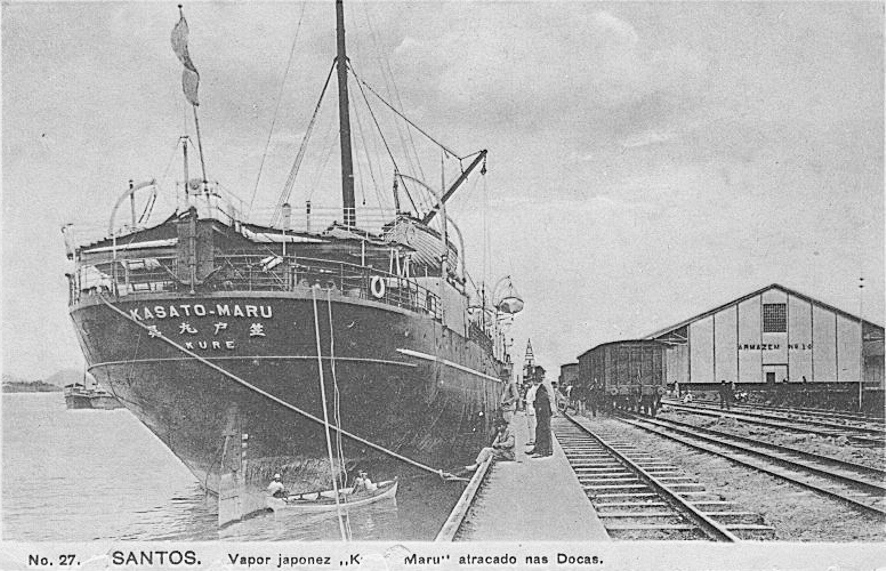
Kasato Maru, o navio que desembarcou 781 imigrantes japoneses no Porto de Santos em 1908.

Várias ações oficiais do município celebraram a imigração japonesa em Cotia. No mandato do Prefeito Ivo Mário Isaac Pires (1964-1968), foi assinado um Tratado de Geminação (amizade) entre a cidade japonesa de Ino, Kōchi (Província de Kochi) e Cotia, ratificado pela Lei nº 32, de 5 de Maio de 1966. A maior homenagem, no entanto, foi a Praça Japonesa de Cotia (também conhecida como Jardim Japonês ou Praça da Amizade), projetada pelo arquiteto Motoi Tsuboshi e inaugurada em 1988 para celebrar os 80 anos da imigração japonesa no Brasil, foi originalmente denominada Praça da Amizade Ino-Cotia, em referência ao Tratado de Geminação Ino-Cotia de 1966.
Construída entre a Rua da Glória e a Rodovia Raposo Tavares, a Praça Japonesa de Cotia foi abandonada após as obras de duplicação da Rodovia Raposo Tavares entre 2002-2004 e acabou sendo parcialmente destruída entre 2016-2017 para a construção do prolongamento da Marginal da Rodovia Raposo Tavares. Marcos semelhantes existem nas proximidades de Cotia: em 1967 a Cooperativa Agrícola de Cotia  doou ao Instituto de Biociências da Universidade de São Paulo um jardim japonês (restaurado em 2018), destinado a celebrar a imigração japonesa no oeste paulista
Pela Lei nº 1.383, de 11 de setembro de 2006 a Prefeitura de Cotia instituiu a Semana da Cultura Japonesa, integrada ao Calendário de Eventos do Município.
A imigração japonesa em Cotia é tema de inúmeros trabalhos acadêmicos, a começar pelo artigo "Propriedades de japoneses na região de Cotia" (Boletim Paulista de Geografia, São Paulo, n. 9, p. 38-59, 1951) de Emilia da Costa Nogueira e Francisca M. Nunes, contando atualmente com várias dissertações de mestrado e teses de doutorado sobre o assunto.

### Cooperativa Agrícola de Cotia
Os imigrantes japoneses receberam pequenos lotes de terra e sua sobrevivência dependia de sua produção. Logo perceberam que o maior problema não era a produção em si, porém sua comercialização. Por essa razão foi criada, em 1927, a Cooperativa Agrícola de Cotia (na época com o nome Sociedade Cooperativa de Responsabilidade Limitada de Produtores de Batata em Cotia S/A,), uma das maiores experiências brasileiras do gênero no século XX. Inicialmente, a Cooperativa Agrícola de Cotia (CAC) comercializava apenas batatas, porém com o tempo foram sendo introduzidos dezenas de outros itens agrícolas, especialmente frutas, ovos, grãos, aves, hortaliças, chá, algodão e legumes. De acordo com o pesquisador Gustavo Takeshy Taniguti, ao encerrar suas atividades, em 1994, a CAC atuava em 15 estados, possuía 15 mil associados, além de dez cooperativas ligadas à central e 90 depósitos regionais, totalizando o faturamento anual de 760 milhões de dólares.

## Patrimônio histórico, artístico, cultural e ambiental

### Legislação fundamental
A legislação municipal de Cotia contempla as diversas formas de patrimônio público, principalmente em sua Lei Orgânica de Cotia (16 de dezembro de 2011), no Plano Diretor de Desenvolvimento Urbano, Econômico e Social do Município de Cotia (Lei Complementar nº 72, de 2 de janeiro de 2007) no Plano Municipal de Cultura de Cotia (Lei Ordinária nº 1698, de 14 de dezembro de 2011), no Plano Diretor Municipal de Turismo (Lei Ordinária nº 2.035, de 4 de setembro de 2018), no Plano de Zoneamento e normas para Usos, Parcelamento e Ocupação do Solo do Município de Cotia (Lei Complementar nº 95, de 24 de junho de 2008), no Plano Municipal de Saneamento (Lei Complementar nº 117, de 12 de maio de 2010) e no estabelecimento do Conselho Municipal de Cultura (Lei Ordinária nº 1525, de 20 de agosto de 2009), do Conselho Municipal Ambiental - COMAM (Lei Ordinária nº 1771, de 27 de junho de 2013), do Conselho Municipal de Desenvolvimento Ambiental e Rural - COMDAR (Lei Ordinária nº 1507, de 5 de junho de 2009), do Conselho Municipal do Meio Ambiente (Lei Ordinária nº 1153, de 28 de dezembro de 2001) e da Política Municipal de Educação Ambiental (Lei Ordinária nº 1780, de 25 de setembro de 2013).
A Lei Orgânica de Cotia (16 de dezembro de 2011) estabelece, no Art. 4º, inciso e-XXII, que cabe ao município de Cotia, entre outros, “promover a proteção do patrimônio histórico cultural local, observada a legislação e ação fiscalizadora federal e estadual” e, no Art. 191, que “O Poder Público pesquisará, identificará, protegerá e valorizará o patrimônio cultural municipal, através do Conselho de Defesa do Patrimônio Histórico, Arqueológico, Artístico e Turístico do Município na forma que a lei estabelecer.” O Art. 193 determina que “A lei estimulará, mediante mecanismos específicos, os empreendimentos privados que se voltem à preservação e à restauração do patrimônio cultural, bem como incentivará os proprietários de bens culturais tombados, que atendam às recomendações de preservação do patrimônio cultural.” O Art. 190, por sua vez, especifica que “Constituem patrimônio cultural municipal, os bens materiais e imateriais, tomados individualmente ou em conjunto, portadores de referências à identidade, à ação e à memória dos diferentes grupos formadores da sociedade nos quais se incluem: I - as formas de expressão; II - as criações científicas, artísticas e tecnológicas; III - as obras, objetos, documentos, edificações e demais espaços destinados às manifestações artístico-culturais; IV - os conjuntos urbanos e sítios de valor histórico, paisagístico, artístico, arqueológico, paleontológico, ecológico e científico.”
Em relação ao patrimônio ambiental, o Plano Diretor de Desenvolvimento Urbano, Econômico e Social do Município de Cotia (Lei Complementar nº 72, de 2 de janeiro de 2007) estabelece que a política urbana de Cotia tem por objetivo, entre outros (Art. 7º, inciso IV) "preservar, recuperar e aproveitar adequadamente:  a) o meio ambiente natural e construído; b) o patrimônio cultural, histórico, artístico, paisagístico e turístico; c) as áreas de relevado interesse ambiental, áreas de proteção aos mananciais, áreas de preservação permanente, Reserva Florestal do Morro Grande, Parque Tizo, Parque das Nascentes, bem como a área localizada dentro do Município de Cotia da A.P.A. de Itupararanga." O mesmo Plano Diretor, no Art. 4º, determina que "A propriedade, para que cumpra sua função social, deve inciso XI “preservar os patrimônios ambiental, cultural, histórico, paisagístico e turístico”, enquanto o Art. 17 estatui que "No macro-zoneamento, as ações têm como objetivos inciso III “a preservação do patrimônio natural, histórico, arqueológico, paisagístico e turístico”.
Em relação ao patrimônio histórico, artístico, cultural, o Plano Diretor de Desenvolvimento Urbano, Econômico e Social do Município de Cotia (Lei Complementar nº 72, de 2 de janeiro de 2007) estabelece, no Art. 111, que são diretrizes de proteção da memória e do patrimônio cultural, entre outros  (inciso VI) “proteger o patrimônio cultural, por meio de pesquisas, inventários, registros, vigilância, tombamento, desapropriação, outras formas de acautelamento e o incentivo à cultura dos imigrantes de nossa cidade e preservação definidas em lei” e, no Art. 114, que “O Poder Público Municipal garantirá a preservação, atualização, ampliação e divulgação da documentação e dos acervos que constituem a memória e o patrimônio cultural da Cidade, bem como das paisagens naturais, construções notáveis e sítios arqueológicos.” O Art. 110 estatui que a Política Municipal de Cultura visa, entre outros (inciso V) “garantir a preservação do patrimônio histórico do município e desenvolver política de gestão de informação histórico-cultural do Município” e inciso IX “promover e apoiar iniciativas destinadas a suprir o mercado de trabalho dos recursos humanos necessários à preservação e à difusão do patrimônio cultural” e o Art. 81, inciso VIII, determina que são objetivos da política do turismo, entre outros, “Contribuir para a construção e difusão da memória e identidade da comunidade, por meio de proteção ao patrimônio ambiental, histórico, urbanístico e paisagístico, utilizando-o como meio de desenvolvimento sustentável”.
De acordo com o Plano Diretor Municipal de Turismo (Lei Ordinária nº 2.035, de 4 de setembro de 2018), Art. 5º, "Constituem diretrizes do Plano Diretor Municipal de Turismo: I - abordagem sistemática e interinstitucional do planejamento e gestão do turismo; II - participação da sociedade civil e da iniciativa privada para o desenvolvimento do turismo; III - reconhecimento, resgate e valorização da história, cultura e identidade local para o desenvolvimento do turismo; IV - sustentabilidade, proteção e promoção do patrimônio histórico, artístico e ambiental para o turismo."
O Plano de Zoneamento e normas para Usos, Parcelamento e Ocupação do Solo do Município de Cotia (Lei Complementar nº 95, de 24 de junho de 2008), em consonância com o Plano diretor de 2007, estabelece entre outros, como objetivos do zoneamento, de acordo com o Art. 10, inciso XII, "valorizar e proteger o patrimônio cultural". No Art. 2º, inciso III, o Plano de Zoneamento estatui que o Município deve assegurar, entre outros, “a preservação, proteção e recuperação do meio ambiente urbano e cultural”, e no Art. 2º, inciso IV, deve assegurar "a criação e manutenção de áreas de especial interesse histórico urbanístico ambiental, turístico e de utilização pública", enquanto no Art. 6º, inciso II determinam que o macrozoneamento e o zoneamento devem “designar as unidades de conservação ambiental, paisagística e cultural e outras áreas protegidas por lei, distinguindo as de preservação permanentes das temporárias e suas condições de uso”. No Art. 7º, inciso III, o Plano estabelece que os objetivos do macro zoneamento devem assegurar, entre outros, "a preservação do patrimônio natural, histórico, arqueológico, paisagístico e turístico". O Plano de Zoneamento também divide as zonas do município por características predominantes, estabelecendo, no Art. 12, inciso IX, a "Zona de Interesse Histórico e Cultural - ZIHC" e definindo, no Art. 22, que “A Zona de Interesse Histórico e Cultural - ZIHC abrange áreas com potencial turístico a ser dinamizado, permitindo uso não residencial de comércio e serviços, com níveis de baixa incomodidade, como recurso de viabilização à preservação dos elementos de interesse histórico, cultural, arqueológico e/ou arquitetônico.”

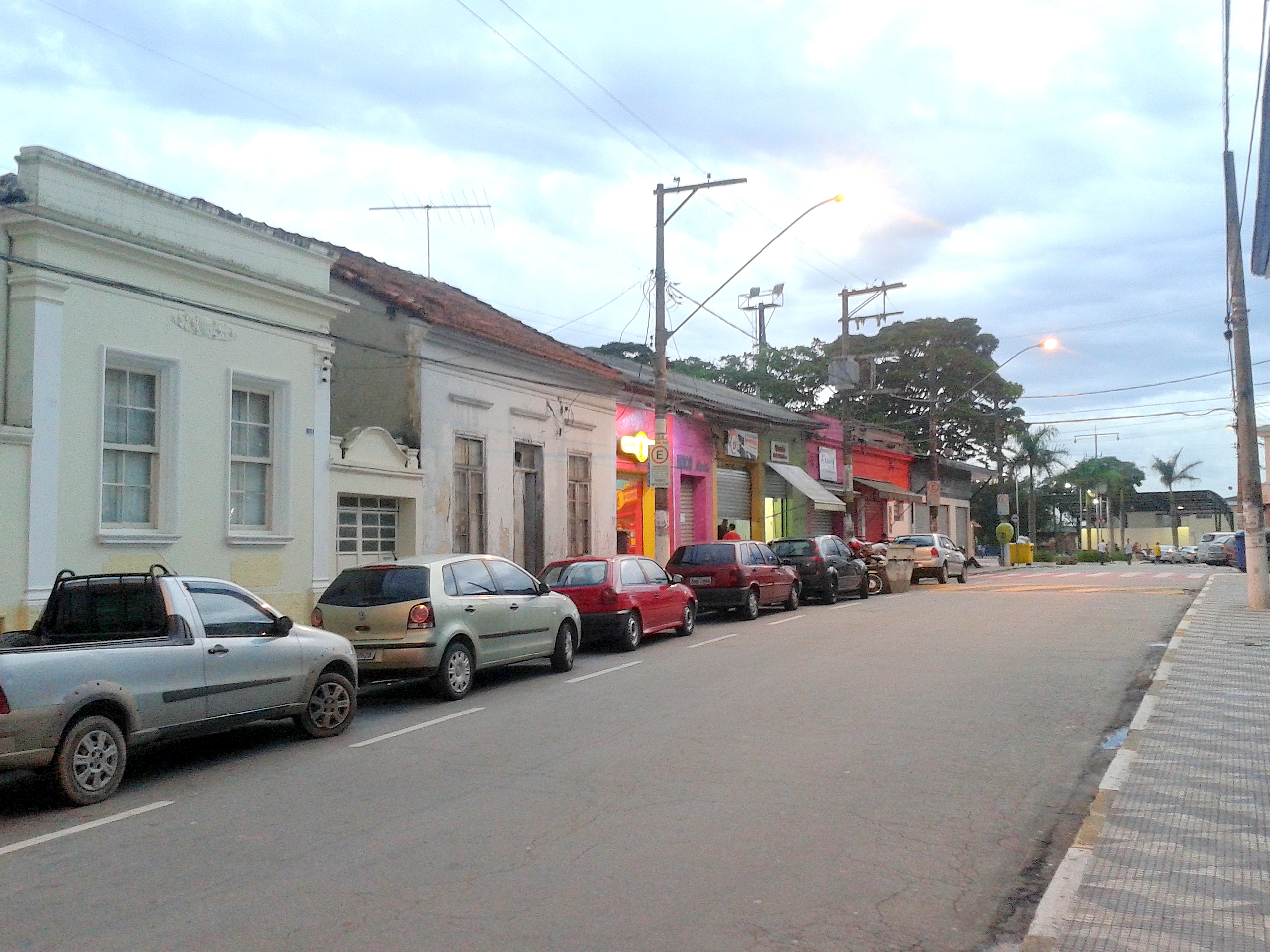
Região do centro histórico de Cotia: Rua Batista Cepelos, vendo-se, ao fundo, a Praça da Matriz

A criação dos Conselhos Municipais Ambiental (COMAM), de Desenvolvimento Ambiental e Rural (COMDAR) e do Meio Ambiente, além do estabelecimento de uma Política Municipal de Educação Ambiental (Lei Ordinária nº 1780, de 25 de setembro de 2013) são ações legislativas progressistas do município em relação a esse assunto. Outras leis do município de Cotia são importantes para a preservação, pesquisa e difusão do patrimônio histórico, artístico, cultural e ambiental, como a Lei Ordinária nº 574, de 22 de abril de 1993, que dispõe sobre incentivo fiscal para realização de projetos Culturais, no âmbito do Município de Cotia. O avanço legislativo de Cotia tem propiciado um pequeno ressurgimento cultural no município, estando os maiores desafios na realização prática dos objetivos e metas estabelecidas.

### Casas bandeiristas
O município abriga duas importantes casas bandeiristas do século XVII, o Sítio do Mandu e o Sítio do Padre Inácio (ambas tombadas pelo IPHAN e pelo CONDEPHAAT), a primeira delas provavelmente relacionadas à fundação da Aldeia de Cotia no século XVII e a segunda ao novo povoado de Cotia em 1713.

### Centro histórico e casario antigo
Na transição do período agrícola para o período industrial, o centro histórico de Cotia ainda possuía uma configuração muito próxima à do século XIX, com casario antigo, principalmente nas ruas Batista Cepelos/Senador Feijó e Dez de Janeiro/Lopes Camargo/José Barreto, como se observa em fotografias das décadas de 1950 e 1960 divulgadas pelo IBGE. A casa nº 108 da Rua Batista Cepelos possui na fachada o ano de 1915. Várias dessas casas ainda existem, infelizmente sem proteção por órgão público patrimonial e algumas em avançado estado de degradação.

### Igreja Matriz de Nossa Senhora do Monte Serrate

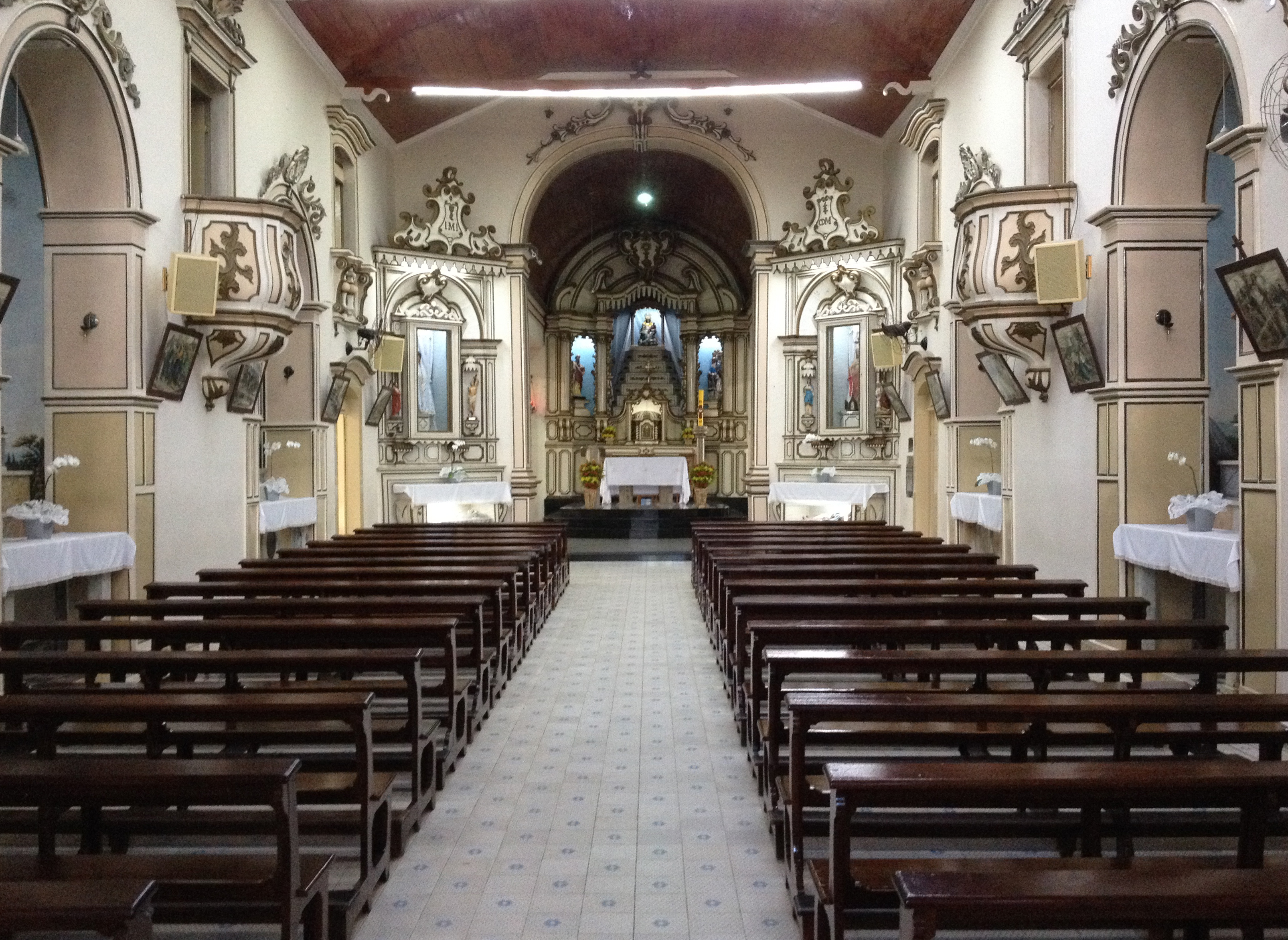
Nave, altar-mór, altares colaterais e púlpitos da Igreja Matriz de Nossa Senhora do Monte Serrate de Cotia, construídos pelo entalhador português Bartholomeu Teixeira Guimarães ou algum de seus discípulos, em fins do século XVIII

Embora a Igreja Matriz de Cotia tenha sido inaugurada em 1713, somente em 1749 o visitador da diocese de São Paulo, Miguel Dias Ferreira, que “reclamava das mulheres de Cotia, que comiam e falavam muito alto dentro da Matriz da vila, além de deixarem canas e cascas de frutas sujando o chão da igreja”, mandou “assoalhar ou ladrilhar o piso da igreja, então de terra batida”. O arquiteto Mateus Rosada, após ampla pesquisa sobre as igrejas paulistas dos períodos colonial e imperial, atribuiu o retábulo-mor e colaterais da Matriz de Cotia ao entalhador português (radicado na Capitania de São Paulo) Bartholomeu Teixeira Guimarães (Lugar do Passal, c.1738 – Itu, 1806) ou a algum de seus discípulos, em fins do século XVIII. Esse mesmo pesquisador localizou “obras com características próximas às de Bartholomeu Teixeira Guimarães” em dezenove altares de dez igrejas em sete localidades: São Paulo, Sorocaba, Cotia, Santos, Aparecida, Itu (todas no Estado de São Paulo) e Viamão (RS).

A Igreja Matriz de Nossa Senhora do Monte Serrate, cujo primeiro edifício foi concluído em 1713, passou por várias reformas ao longo dos séculos XVIII e XIX. A Assembleia Legislativa Provincial de São Paulo recebeu solicitações de verba para reparos, manutenção da igreja e provimentos religiosos em 1839 (ver documento manuscrito no arquivo histórico da ALESP), “para promover a reedificação que o estado ruinoso da igreja muito reclamava, por causa de um raio que destruiu a torre e frontispício completamente”, e em 1889, para “retelhamento da igreja matriz da paróquia, com a reforma indispensável no respectivo madeiramento, a fim de completar-se o serviço preciso à conservação de outros, feitos no mesmo templo, que necessariamente sofrerão com a falta de retelhamento ou conserto do referido telhado, como reclama o respectivo pároco”.

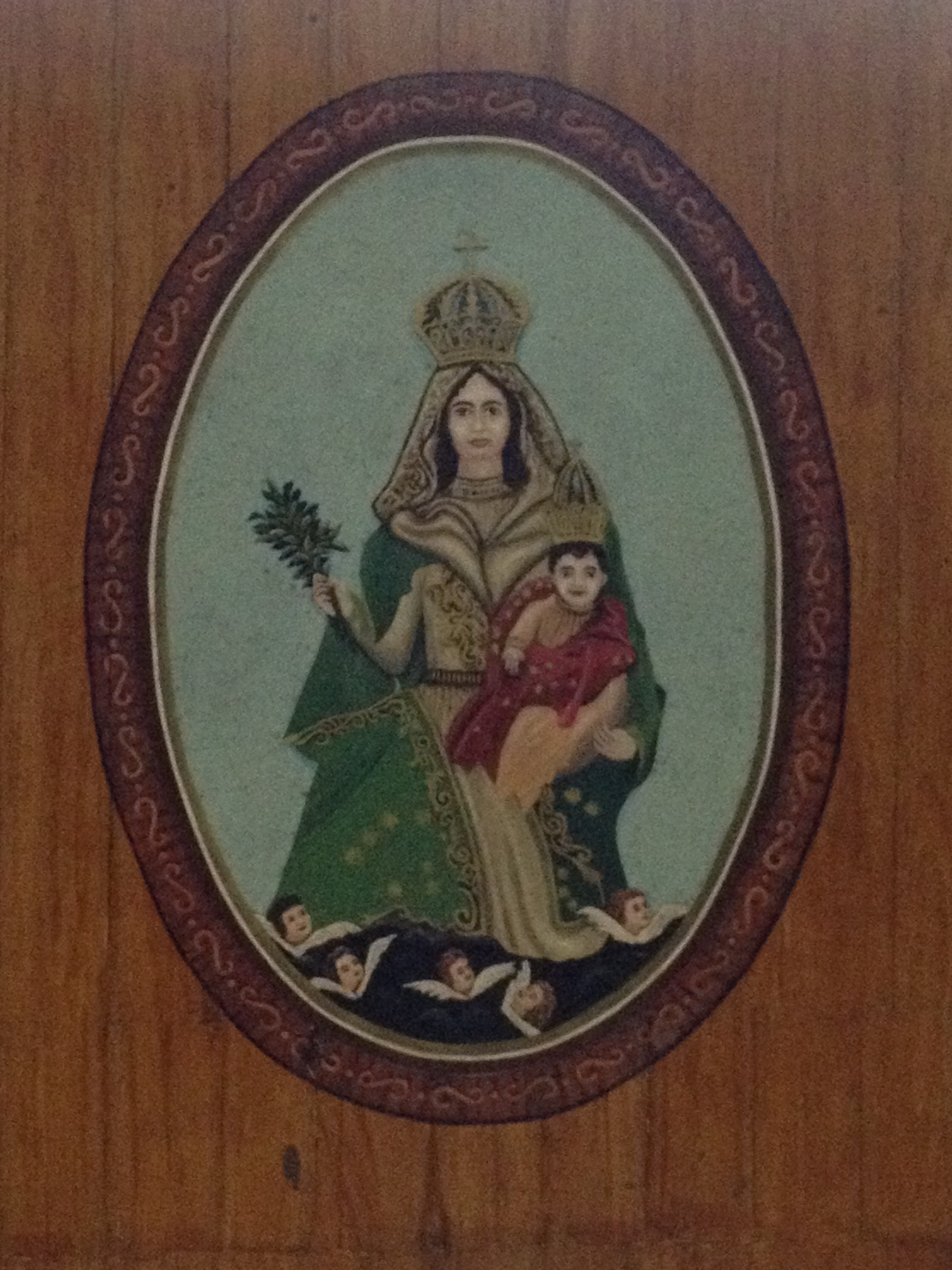
Medalhão do teto da nave da Igreja Matriz de Nossa Senhora do Monte Serrate

Uma das reformas mais significativas da Matriz de Cotia foi realizada sob a supervisão de Antonio Paoni e Marcolino Pinto de Queiroz, a partir de um contrato firmado em  25/02/1910 com o pároco Aurélio Fraissat, por 650 mil réis, passando por nova reforma em 1911, dirigida por Antonio Paoni. As intervenções de 1910-1911 mantiveram boa parte das paredes originais de taipa, além do altar, nichos laterais e púlpitos que existiam no século XIX (substituindo a estrutura de madeira dos nichos laterais por alvenaria), mas não foi preservada a pintura do teto da nave, tendo sido pintado, no novo teto, o medalhão de Nossa Senhora do Monte Serrate e o Menino Jesus. A torre, cujos materiais e estilo destoam do corpo principal da igreja, foi acrescida na reforma de 1833 ou de 1910.
A última grande reforma foi supervisionada em 1979 por José Torrezani e executada por Domingos Sochiarelli. A matriz anda possui algumas imagens antigas, apesar da maioria ser de meados do século XX. Uma Nossa Senhora da Penha e uma Santana Mestra, ambas antigas e de pedra sabão, foram furtadas na década de 1990 e nunca recuperadas. Foi para esta igreja que o então mestre de capela da Catedral de São Paulo, André da Silva Gomes (1752-1844), escreveu em 1823 a Missa concertada com violinos, quatro vozes e acompanhamento" Na página de rosto do manuscrito autógrafo do autógrafo do Arquivo da Cúria Metropolitana de São Paulo), o compositor indicou: "para cantar-se pela primeira vez na noite de Natal na Igreja da Freguesia da Cutia".

### Convento, paróquias e capelas

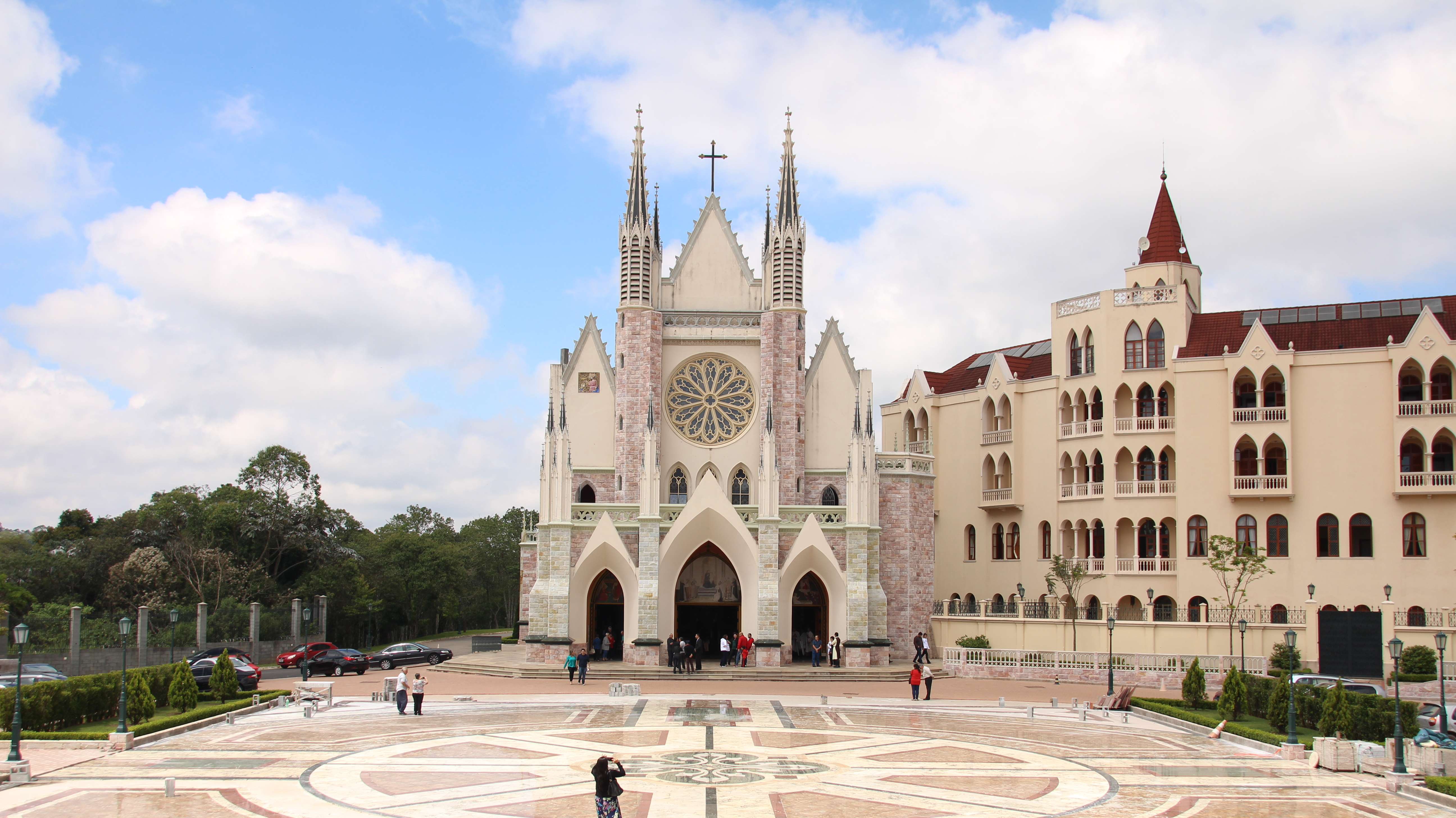
A Basílica menor de Nossa Senhora do Rosário de Fátima dos Arautos do Evangelho.

Somam-se ao patrimônio histórico e artístico de Cotia algumas construções notáveis do século XX, como o Carmelo do Imaculado Coração de Maria e de Santa Teresinha do Menino Jesus (fundado em 13 de fevereiro de 1947 na Chácara São João e Graça e transladado para a Avenida Joaquim Barreto, 162, em 24 de novembro de 1949), a Paróquia de Santo Antônio da Granja Viana (tanto a antiga, de 1949, quanto a recente, de 2004), a Paróquia de Santo Antônio e Nossa Senhora do Carmo do Portão, a Capela dos Pires, a Paróquia de Nossa Senhora da Imaculada Conceição de Caucaia do Alto, o Pequeno Cotolengo de Dom Orione (ou Orionópolis Paulista, fundado em 1961), a Sociedade Beneficente São Camilo (que ocupa terreno cedido pela prefeitura de Cotia em comodato pelo espaço de 90 anos, por meio da Lei Ordinária nº 43, de 4 de julho de 1966), o Templo Zu Lai (maior templo budista da América Latina), o templo budista tibetano Odsal Ling e a Basílica menor de Nossa Senhora do Rosário de Fátima dos Arautos do Evangelho.

### Festas religiosas e música sacra
Desde os séculos XVIII e XIX, praticavam-se, na freguesia e vila de Cotia, as principais festas católicas anuais, com destaque para a festa da padroeira Nossa Senhora do Monte Serrate, que continua a ser celebrada até o presente. Entre os mais antigos testemunhos artísticos cotianos relacionados ao catolicismo estão os entalhes da igreja matriz (final do século XVIII) e a "Missa concertada com violinos, quatro vozes e acompanhamento" de André da Silva Gomes (1752-1844), escrita em 1823 "para cantar-se pela primeira vez na noite de Natal na Igreja da Freguesia da Cutia" (manuscrito autógrafo do Arquivo da Cúria Metropolitana de São Paulo), possivelmente associado ao centenário da elevação de Cotia a freguesia. De acordo com a Enciclopédia dos Municípios Brasileiros, na década de 1950 ainda eram praticados na cidade as congadas, caiapós, trança-fita e dança de São Gonçalo (a maioria extintas), além da festa da padroeira em setembro e do Divino em maio. Ainda são celebradas em Cotia a Festa do Divino (Pentecostes), a  Congada de São Benedito. Também é conhecida a Romaria de Caucaia do Alto até Pirapora do Bom Jesus, realizada na região em abril, desde 1940. Pela Lei nº 1.383, de 11 de setembro de 2006, a Prefeitura de Cotia instituiu a Semana da Cultura Japonesa, integrada ao Calendário de Eventos do Município.

### Bandas de música
As antigas bandas de sopros que existiram em Cotia nos séculos XIX e XX já foram extintas. Uma das mais conhecidas foi a Corporação Musical Imaculada Conceição, do bairro da Cachoeira, em Caucaia do Alto, fundada no final da década de 1920 e extinta na década de 1970.

### Patrimônio cultural imaterial protegido
Cotia declarou Patrimônio Cultural Imaterial do Município a Congada de São Benedito (Lei Ordinária nº 1.823, de 2014) e a Romaria de Caucaia do Alto a Pirapora do Bom Jesus (Lei Ordinária nº 1.824, de 2014). Por meio da Lei Ordinária nº 1.576, de 2010, foi incluído no calendário oficial de eventos e de programações do município a festa de Corpus Christi, em data já considerada feridado municipal (juntamente com a Sexta-feira Santa) pela Lei Ordinária nº 5, de 1967.

### Patrimônio arquitetônico perdido
Uma parte considerável do patrimônio arquitetônico de Cotia já foi perdido (especialmente o casario dos séculos XVIII e XIX ao redor da Praça da Matriz e as primeiras capelas) e várias construções antigas seguem ameaçadas pela expansão imobiliária. A antiga Roselândia, criada em 1933 pelos alemães de Erfurt (e irmãos) Kurt e Hans Boettcher (que promoveram a Festa das Rosas desde 1958), está sendo transformada em condomínio horizontal. Em 2018 foi demolida a antiga capela e outras construções históricas do Sítio do Padre Miguel, para a instalação do condomínio horizontal Terra Nobre Granja Viana, no km 37 da Rodovia Raposo Tavares e uma das últimas instalações da antiga Cooperativa Agrícola de Cotia, na altura do km 27 da Rodovia Raposo Tavares (bairro do Moinho Velho), será demolido para a construção de mais um galpão de uma grande empresa. Outras construções históricas rurais e urbanas de Cotia poderão ter o mesmo destino.

### Patrimônio ambiental

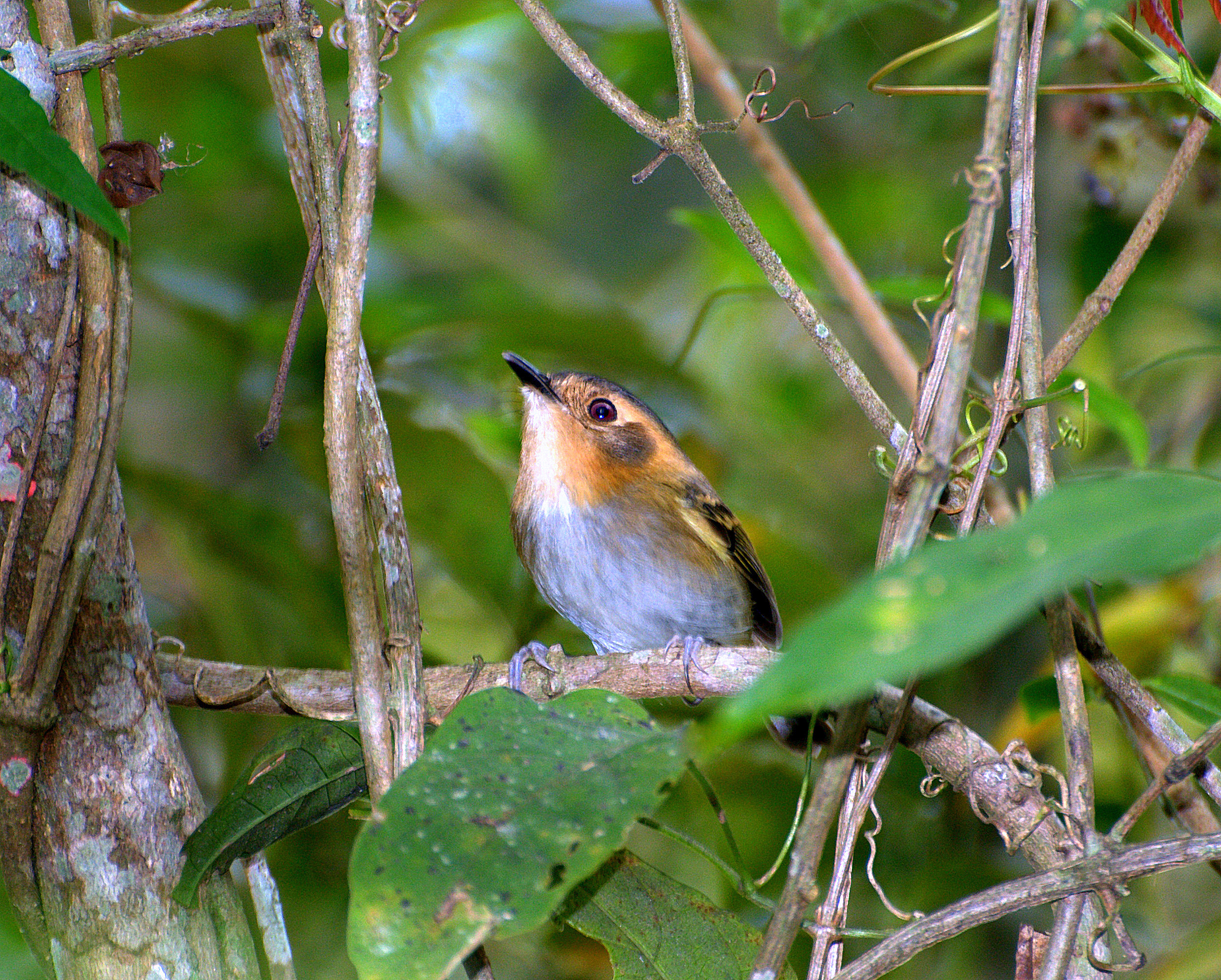
Pássaro Pœcilotriccus plumbeiceps, na Reserva do Morro Grande.

O município de Cotia possui uma situação contraditória em relação ao patrimônio ambiental, pois ao mesmo tempo que conta com várias áreas de mananciais e de relevado interesse ambiental, como a Reserva Florestal do Morro Grande, o Parque Tizo, o Parque das Nascentes e a área cotiana da A.P.A. de Itupararanga, apresenta níveis intensos de crescimento populacional, exploração imobiliária e ampliação do parque industrial, ao lado de uma cultura predatória e de pequeno desenvolvimento em projetos e em educação ambiental. A devastação de áreas verdes com pequenos níveis de preservação tem sido intensa e constante no município, acarretando uma degradação ambiental que tem se acentuado nas últimas décadas, em função da expansão populacional, imobiliária e industrial do município.
Apesar do avanço da legislação ambiental cotiana a partir de 2007 e da instituição do Conselho Municipal Ambiental (COMAM), do Conselho Municipal de Desenvolvimento Ambiental e Rural (COMDAR) e do Conselho Municipal do Meio Ambiente, o desmatamento autorizado de baixo nível de preservação tem sido muito frequente, gerando constantes reportagens, protestos e contestações por parte da população. Além da falta de uma cultura de preservação ambiental, os fatores acima têm acarretado a transformação de muitas antigas áreas agrícolas em condomínios horizontais com pouco ou sem qualquer espaço para vegetação, além da poluição da maior parte dos rios do município (incluindo a área nobre da Granja Viana) e de um baixo nível de arborização urbana, que extinguiram a pesca na região vêm comprometendo sensivelmente as condições ambientais do município.
Projetos de Lei, como o de nº 21/2018, de autoria do vereador Paulinho Lenha (PSB), que obriga estabelecimentos comerciais a não mais fornecerem canudos plásticos, aprovado na Câmara de Cotia (a proibição passa a valer a partir de 1º de janeiro de 2019) e o de nº 62/2018, de autoria do vereador Edson Silva (PRB), que proíbe a soltura de fogos de artifícios na cidade (e segue em tramitação no Legislativo de Cotia) são avanços importantes do município, mas que dependem do monitoramento e fiscalização, e de inúmeras e contínuas ações práticas para proporcionarem resultado significativo.

## Personalidades

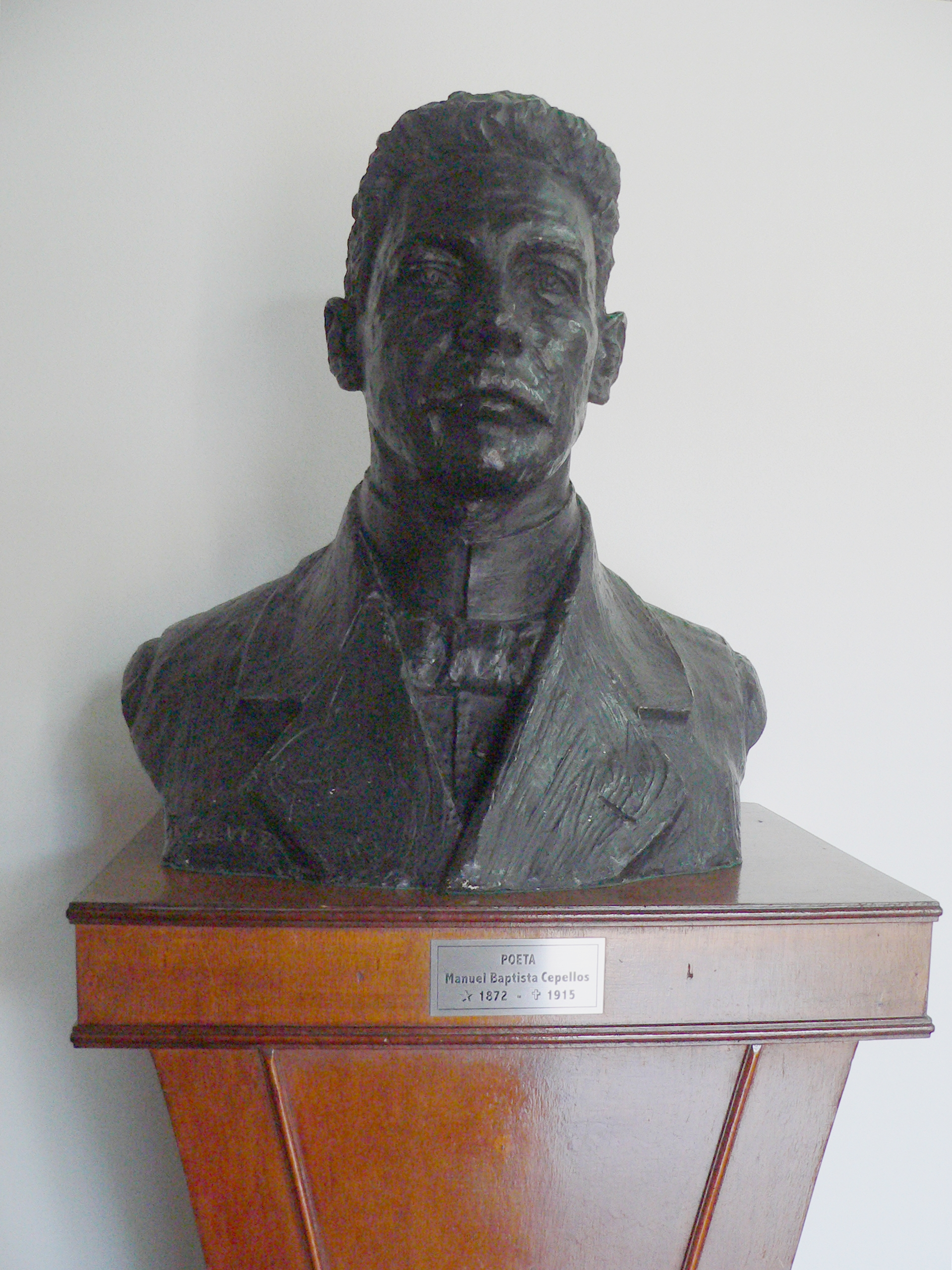
Busto de Manuel Batista Cepelos (Cotia, 1872 — Rio de Janeiro, 1915)

A história de personalidades (história personalista) costuma ser muito refutada entre historiadores de formação conceituada (desde a escola dos Annales, movimento historiográfico do século XX), pois consiste na maior parte das vezes em valorizar demais algumas personalidades em detrimento de outras, sem relacionar com o contexto e base de fontes históricas mais amplas. Afinal, por que um padre que pediu para pintar a igreja e foi mencionado em documento do governo é mais importante do que o Sr. José que trabalhava no bar ou rancho, ou do que o primeiro professor público de Cotia, Antonio Barreto ou a primeira professora pública Maria Joanna do Sacramento? Tudo é uma questão de perspectiva e a história personalista tende a supervalorizar as personalidades ligadas à política e economia, ou seja, em geral homens e de classes sociais mais abastadas. Para não haver injustiças, é interessante citar apenas algumas pessoas muito conhecidas por sua ligação com Cotia e que fazem parte da história nacional:
- Diogo Antônio Feijó (São Paulo, 1784-1843). Sacerdote (católico) e estadista.
- Manuel Batista Cepelos (Cotia, 1872 - Rio de Janeiro, 1915). Poeta, tradutor, romancista, e teatrólogo.

## Economia
A economia da cidade é bem variada, tendo como destaque os setores industrial e agrícola.
No setor industrial localizado ao longo da Rodovia Raposo Tavares e seus arredores, os produtos mais importantes são de materiais elétricos, químicos, cerâmicos, brinquedos, têxteis, explosivos, alimentos, vinho, aguardente e máquinas agrícolas.
Na agricultura merecem destaque a batata, tomate, milho, feijão, alho e frutas diversas, sendo a maioria proveniente de Caucaia do Alto. A avicultura também é desenvolvida no município.
Em 2014, o município dispunha de 1.200 empresas licenciadas (micro, pequenas, médias e prestadores de serviços) e, até o 1º trimestre de 2015, tinha 6.186 microempreendedores individuais.

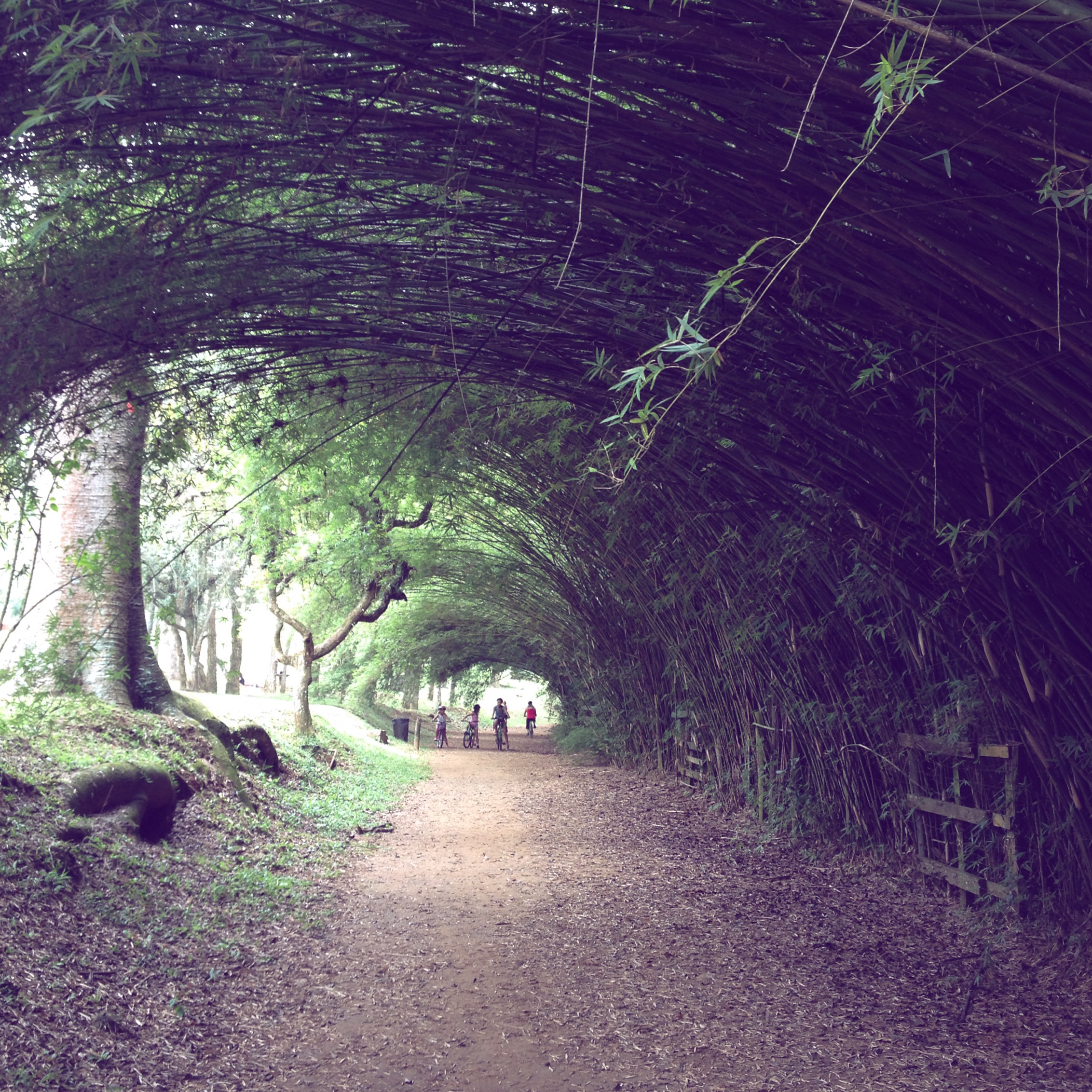
Parque CEMUCAM (Cotia)

## Turismo

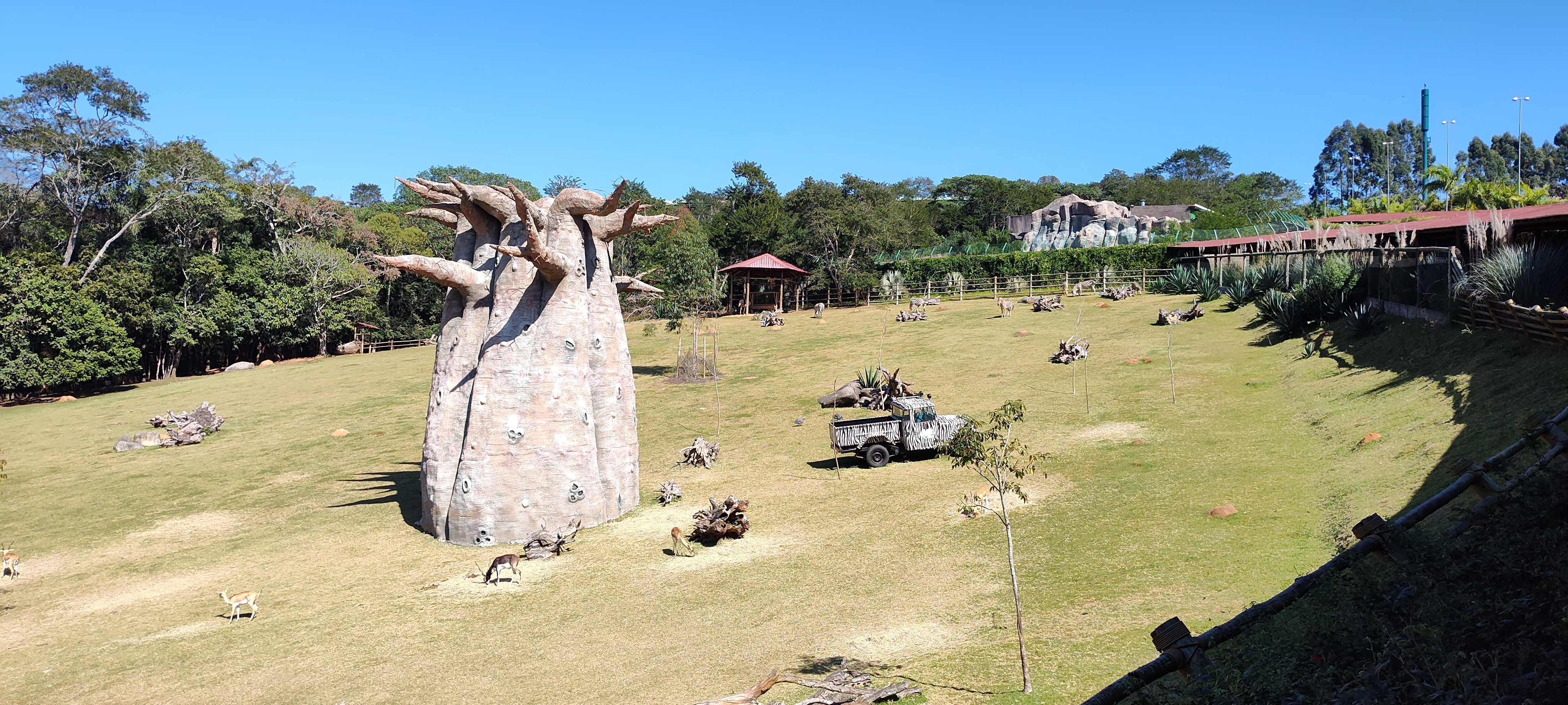
Savana - Animália Park

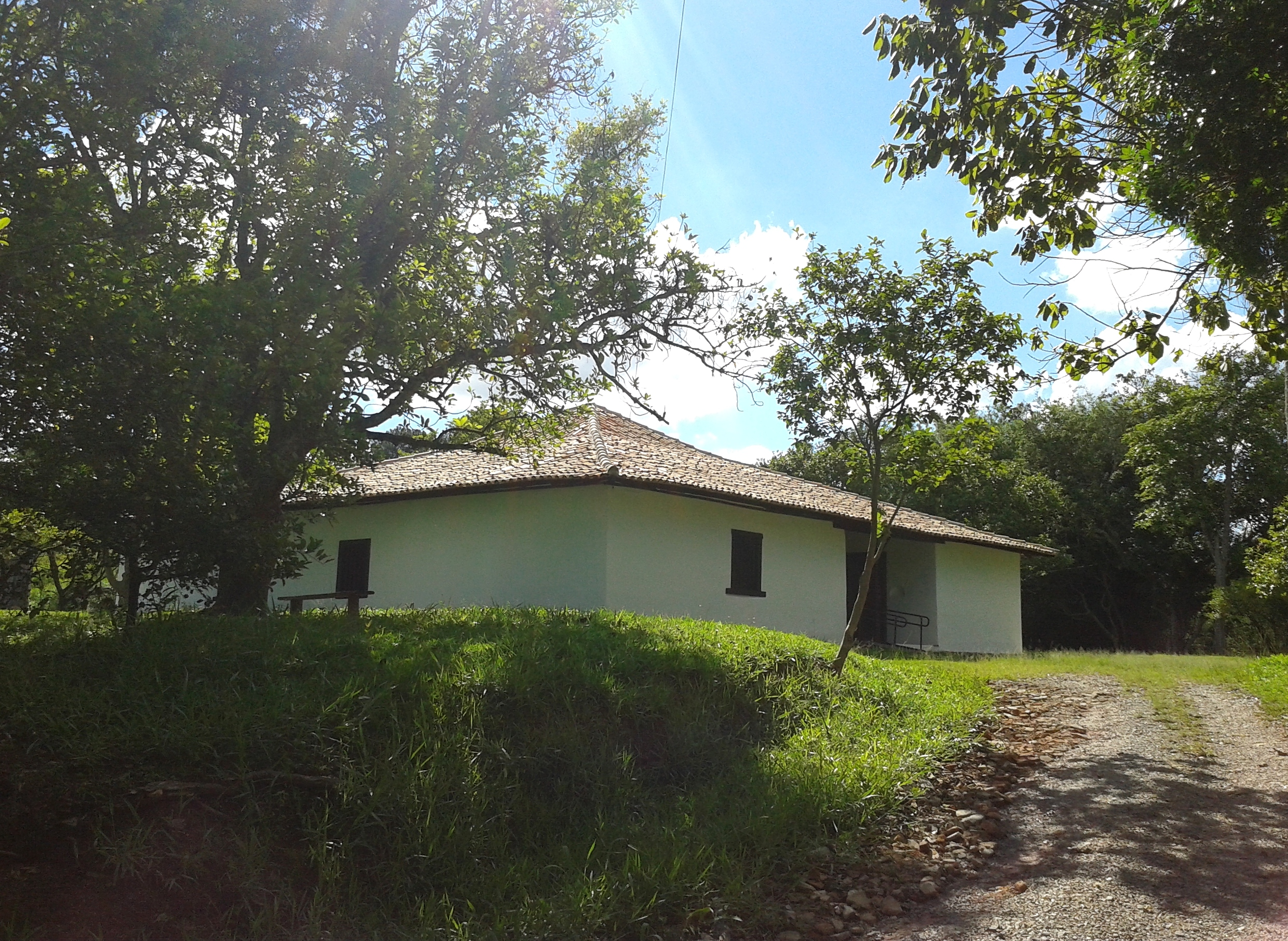
Casa do Sítio do Mandu (século XVII).

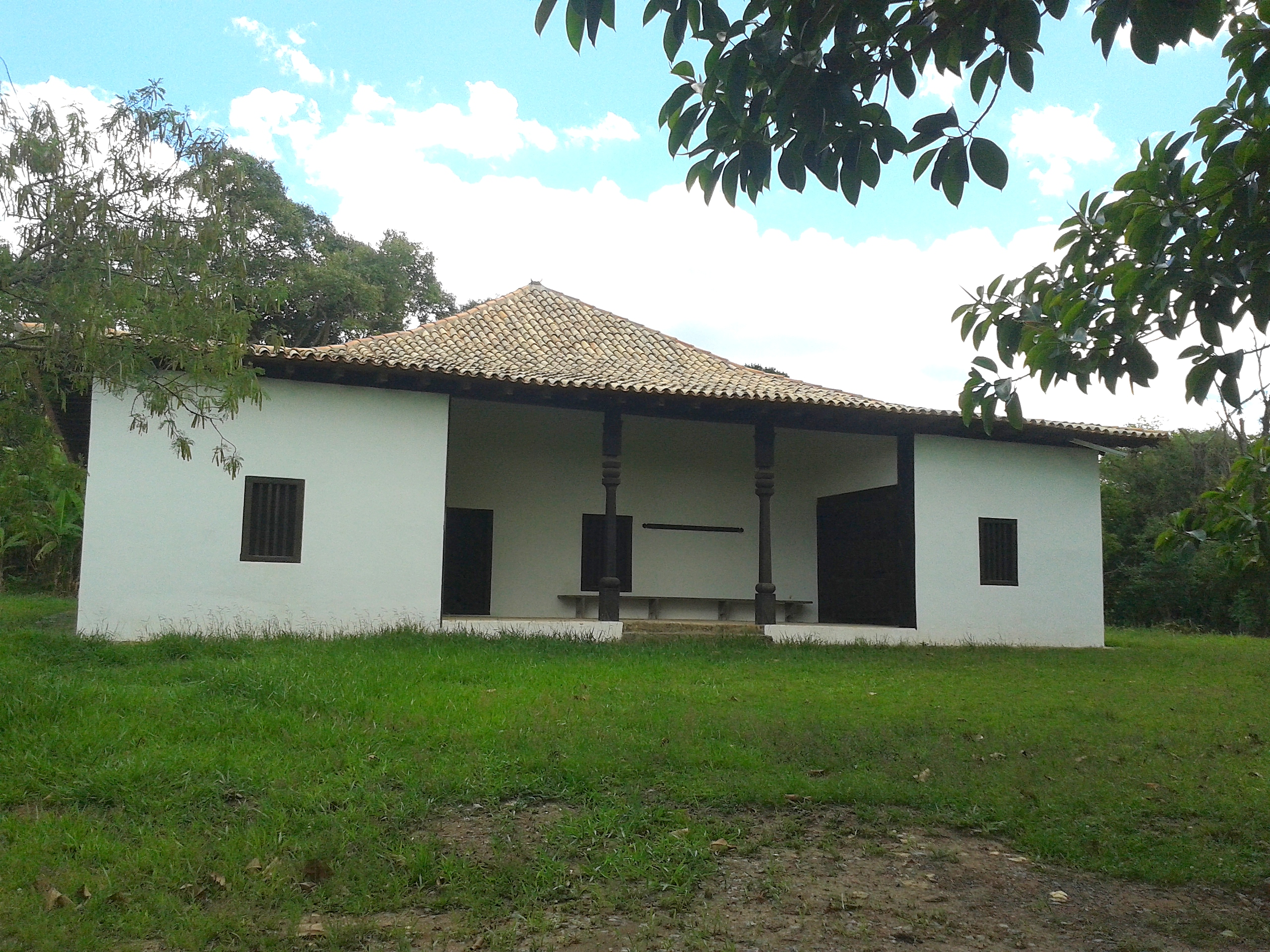
Casa do Sítio do Padre Inácio (século XVII).

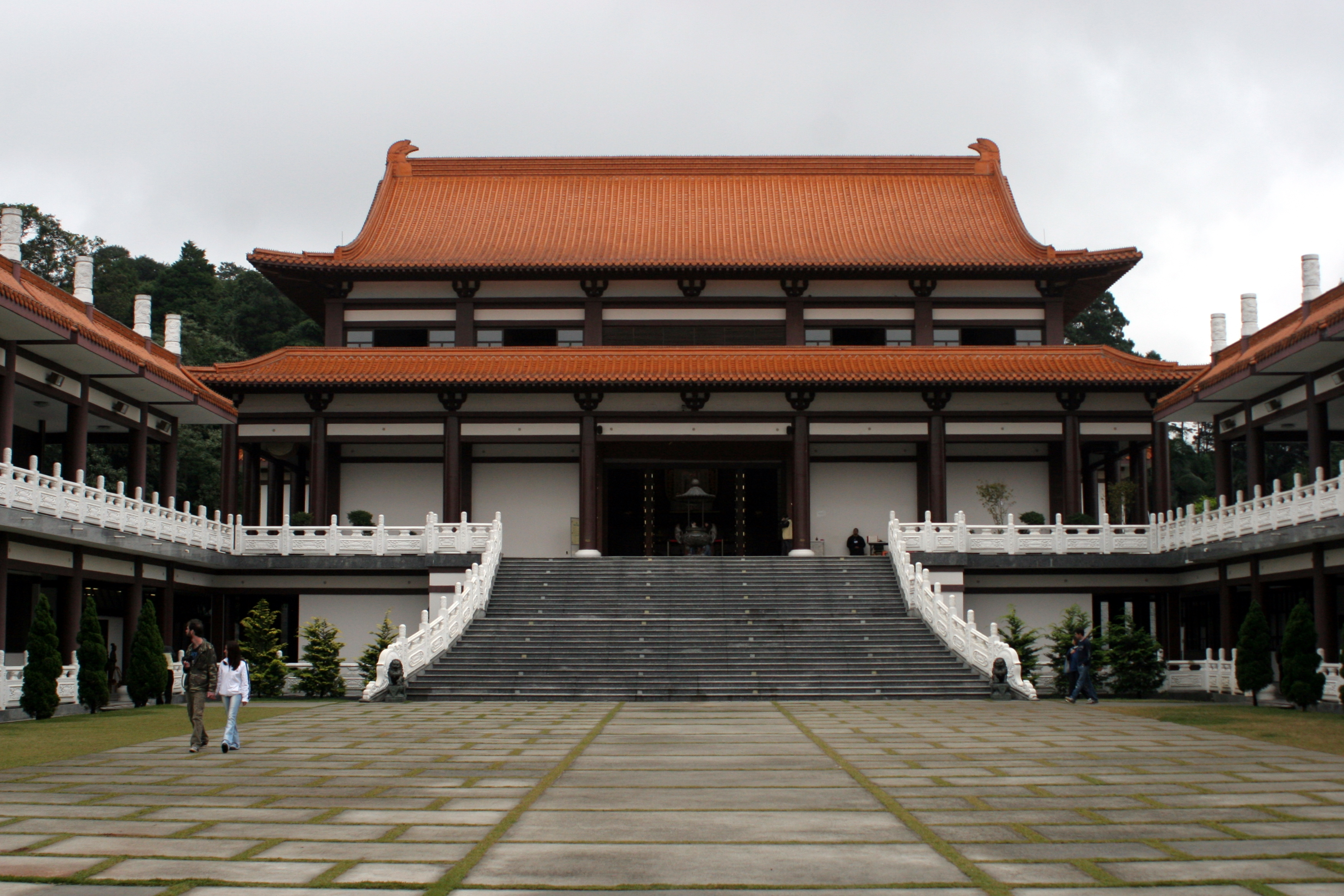
Templo Zu Lai (inaugurado em 2003), o maior templo budista da América Latina.

- Animália Park, parque de diversões e zoológico, aberto em 07 de Julho de 2023 que conta com uma area de mais de 350.000m².[114]
- Sítio do Mandu (século XVII), tombado pelo IPHAN em 1971.[115]
- Sítio do Padre Inácio (século XVII), tombado pelo IPHAN em 1951.
- Igreja Matriz de Nossa Senhora do Monte Serrate. Inaugurada em 8 de setembro de 1713, com Nave, altar-mór, altares colaterais e púlpitos construídos pelo entalhador português Bartholomeu Teixeira Guimarães ou algum de seus discípulos, em fins do século XVIII. Reformada em 1910 por Antonio Paoni e Marcolino Pinto de Queiroz, e em 1911, por Antonio Paoni e Aurélio Fraissat. A única pintura no teto da nave, medalhão elaborado sobre madeira envernizada, provavelmente nas reformas de 1910 e 1911, representa Nossa Senhora do Monte Serrate e o Menino Jesus, a partir da tradição egípcia de Isis e Horus.
- Capela dos Pires de Conceição de Caucaia do Alto
- Paróquia de Nossa Senhora da Imaculada Conceição de Caucaia do Alto
- Carmelo do Imaculado Coração de Maria e Santa Terezinha do Menino Jesus (1947)
- Praça Japonesa. Na altura do km 31 da Rodovia Raposo Tavares, celebra a fraternidade entre as cidades irmãs Cotia e Ino, Kōchi.
- Templo Zu Lai. inaugurado em 5 de outubro de 2003, está localizado na cidade de Cotia, no km 28 da Rodovia Raposo Tavares, sendo ele o maior templo budista da América Latina e um importante ponto turístico para a cidade.
- Templo budista tibetano Odsal Ling
- Igreja de Nossa Senhora do Rosário de Fátima (Arautos do Evangelho)
- Paróquia Santo Antônio (Granja Viana)
- Paróquia de Santo Antônio e Nossa Senhora do Carmo (Portão)
- Parque Cemucam (Centro Municipal de Campismo), inaugurado em 1969[116]
- Estádio Municipal Euclides de Almeida
- Kartódromo Internacional Granja Viana
- Sítio Moinho Velho
- Reserva do Morro Grande (tombada em 1981) e Represa Pedro Beicht
- Parque Jequitibá
- Parque das Nascentes
- Cachoeira Furquim
- Cachoeira Rincão

## Geografia

### Topografia
O terreno é acidentado e possui predominância de vales e montanhas. A altitude máxima do município é de 1.074 m acima do nível do mar, registrada na Serra de Itatuba.

### Clima
O clima do município, como em toda a Região Metropolitana de São Paulo, é o subtropical. A temperatura média anual é de 17,8 °C (cerca de 1 °C abaixo da temperatura média de São Paulo), sendo julho o mês mais frio (média de 14,3 °C) e menos chuvoso (média de 45 mm), janeiro o mês mais chuvoso (250 mm)  e fevereiro o mês mais quente (média de 22,9 °C). O índice pluviométrico anual é de 1.540 mm.
| Dados climatológicos para Cotia | Dados climatológicos para Cotia | Dados climatológicos para Cotia | Dados climatológicos para Cotia | Dados climatológicos para Cotia | Dados climatológicos para Cotia | Dados climatológicos para Cotia | Dados climatológicos para Cotia | Dados climatológicos para Cotia | Dados climatológicos para Cotia | Dados climatológicos para Cotia | Dados climatológicos para Cotia | Dados climatológicos para Cotia | Dados climatológicos para Cotia |
| Mês                             | Jan                             | Fev                             | Mar                             | Abr                             | Mai                             | Jun                             | Jul                             | Ago                             | Set                             | Out                             | Nov                             | Dez                             | Ano                             |
| ------------------------------- | ------------------------------- | ------------------------------- | ------------------------------- | ------------------------------- | ------------------------------- | ------------------------------- | ------------------------------- | ------------------------------- | ------------------------------- | ------------------------------- | ------------------------------- | ------------------------------- | ------------------------------- |
| Temperatura máxima média (°C)   | 25,5                            | 25,5                            | 24,8                            | 23,1                            | 21,1                            | 20,2                            | 19,9                            | 20,9                            | 21,9                            | 22,6                            | 23,8                            | 24,6                            | 22,82                           |
| Temperatura média (°C)          | 20,7                            | 20,9                            | 20,1                            | 18,2                            | 16,1                            | 14,9                            | 14,3                            | 15,4                            | 16,6                            | 17,7                            | 19                              | 19,8                            | 17,80                           |
| Temperatura mínima média (°C)   | 16                              | 16,3                            | 15,5                            | 13,4                            | 11,1                            | 9,6                             | 8,8                             | 9,9                             | 11,3                            | 12,8                            | 14,2                            | 15,1                            | 12,83                           |
| Precipitação (mm)               | 250                             | 231                             | 176                             | 84                              | 71                              | 58                              | 45                              | 49                              | 83                              | 141                             | 147                             | 205                             | 1 540                           |
| Fonte: Climate-Data.org         |                                 |                                 |                                 |                                 |                                 |                                 |                                 |                                 |                                 |                                 |                                 |                                 |                                 |

### Hidrografia
- Rio Cotia que corta o Município
- Rio Sorocamirim que divide o Município com Ibiúna
- Rio das Graças
- Ribeirão da Ressaca que divide o Município com Itapecerica da Serra.
- Ribeirão da Vargem Grande, que dá origem à Vargem Grande ("várzea grande") e nome do município de Vargem Grande Paulista
- Córrego Moinho Velho que nasce no Município de Embu e atravessa o bairro do mesmo nome e deságua no Rio Cotia.
- Córrego Vermelho
- Córrego Pununduva
- Represa Pedro Beicht localizada na Reserva do Morro Grande e é responsável pelo abastecimento de água de Cotia e municípios vizinhos.
- Represa da Graça localizada na Reserva do Morro Grande e também abastece a região de Cotia.
- Cachoeira Furquim
- Cachoeira Rincão
- Ribeirão das Pedras - Contribuinte do rio Cotia, o ribeirão das Pedras tem origem nas nascentes da Granja Carolina, recebe contribuição de córregos advindos de nascentes do Morro dos Macacos, e corre paralelo à Rodovia Raposo Tavares, entre os quilômetros 29,0 a 31,5 da SP-270, sentido São Paulo-interior. Manancial histórico do município de Cotia, ali foi feita uma das primeiras captações de água do município com bomba movida a vapor, que abastecia um chafariz central.

## Distritos e bairros

### Distrito-sede
- Granja Viana
- Parque Rincão
- Bairro do Portão
- Jardim Rio Cotia
- Jardim Sabiá
- Centro
- Atalaia
- Jardim São Miguel
- Morro Grande
- Caputera
- Parque Miguel Mirizola
- Moradas de Santa Fé
- Jardim Petrópolis
- Jardim Sandra
- Jardim Lavapés das Graças
- Mirante da Mata
- Jardim Ísis
- Panorama
- São Paulo II
- Jardim Belizário
- Jardim Barbacena
- Parque Santa Rita de Cássia
- Bairro Santa Isabel

### Distrito de Caucaia
- Caucaia do Alto

## Demografia
Dados do Censo 2010
População total: 201.150
- Urbana: 148.987
- Rural: 50.000
  - Homens: 98.455
  - Mulheres: 102.695

Densidade demográfica (hab./km²): 554,8
Mortalidade infantil até 1 ano (por mil): 15,00
Expectativa de vida (anos): 71,69
Taxa de fecundidade (filhos por mulher): 2,13
Taxa de alfabetização: 86,95%
Índice de Desenvolvimento Humano (IDH-M): 0,826
- IDH-M Renda: 0,786
- IDH-M Longevidade: 0,778
- IDH-M Educação: 0,813

### Censos, contagens e estimativas da População
| Ano  | Categoria | Método         | Total da categoria | Posição no Brasil | Distrito-sede de Cotia | Distrito de Caucaia do Alto | Distrito de Itapevi | Distrito de Jandira | Distrito de Raposo Tavares |
| ---- | --------- | -------------- | ------------------ | ----------------- | ---------------------- | --------------------------- | ------------------- | ------------------- | -------------------------- |
| 1686 | Aldeia    | Contagem       | 405                |                   |                        |                             |                     |                     |                            |
| 1736 | Freguesia | Contagem       | 912                |                   |                        |                             |                     |                     |                            |
| 1766 | Freguesia | Contagem       | 1.735              |                   |                        |                             |                     |                     |                            |
| 1786 | Freguesia | Contagem       | 1.825              |                   |                        |                             |                     |                     |                            |
| 1822 | Freguesia | Censo          | 1.101              |                   |                        |                             |                     |                     |                            |
| 1827 | Freguesia | Censo          | 1.123              |                   |                        |                             |                     |                     |                            |
| 1836 | Freguesia | Contagem       | 3.770              |                   |                        |                             |                     |                     |                            |
| 1856 | Vila      | Contagem       | 4.125              |                   |                        |                             |                     |                     |                            |
| 1872 | Vila      | Censo          | 5.024              | 73º               |                        |                             |                     |                     |                            |
| 1886 | Vila      | Estimativa     | 7.517              | 65º               |                        |                             |                     |                     |                            |
| 1890 | Vila      | Censo          | 6.346              | 91º               |                        |                             |                     |                     |                            |
| 1900 | Vila      | Censo          | 4.982              | 142º              |                        |                             |                     |                     |                            |
| 1910 | Município | Estimativa     | 9.500              | 121º              |                        |                             |                     |                     |                            |
| 1916 | Município | Estimativa     | 7.418              | 159º              |                        |                             |                     |                     |                            |
| 1920 | Município | Censo          | 9.340              | 139º              |                        |                             |                     |                     |                            |
| 1925 | Município | Estimativa     | 10.847             | 146º              |                        |                             |                     |                     |                            |
| 1929 | Município | Estimativa     | 13.781             | 161º              |                        |                             |                     |                     |                            |
| 1934 | Município | Censo Paulista | 11.547             | 161º              |                        |                             | 350                 |                     |                            |
| 1937 | Município | Estimativa     | 12.345             | 171º              |                        |                             |                     |                     |                            |
| 1940 | Município | Censo          | 11.387             | 188º              |                        |                             | 2.793               |                     |                            |
| 1946 | Município | Estimativa     | 14.694             | 173º              | 8.793                  | 1.593                       | 4.308               |                     |                            |
| 1950 | Município | Censo          | 18.487             | 121º              | 10.250                 | 1.968                       | 4.794               | 1.475               |                            |
| 1958 | Município | Estimativa     | 24.659             | 88º               |                        |                             |                     |                     |                            |
| 1960 | Município | Censo          | 17.906             | 150º              | 13.125                 | 2.734                       |                     | 2.047               |                            |
| 1966 | Município | Estimativa     | 17.936             | 156º              |                        |                             |                     |                     |                            |
| 1970 | Município | Censo          | 30.924             | 84º               | 21.278                 | 4.564                       |                     |                     | 5.082                      |
| 1978 | Município | Estimativa     | 46.029             | 66º               |                        |                             |                     |                     |                            |
| 1980 | Município | Censo          | 62.952             | 55º               | 47.505                 | 5.670                       |                     |                     | 9.777                      |
| 1985 | Município | Estimativa     | 77.827             | 52º               |                        |                             |                     |                     |                            |
| 1991 | Município | Censo          | 107.453            | 44º               | 91.018                 | 16.435                      |                     |                     |                            |
| 1996 | Município | Contagem       | 126.956            | 42º               | 10.6914                | 20.042                      |                     |                     |                            |
| 2000 | Município | Censo          | 148.987            | 42º               | 121.888                | 27.099                      |                     |                     |                            |
| 2007 | Município | Contagem       | 172.823            | 43º               |                        |                             |                     |                     |                            |
| 2010 | Município | Censo          | 201.150            | 38º               | 170.513                | 30.637                      |                     |                     |                            |
| 2018 | Município | Estimativa     | 244.694            | 33º               |                        |                             |                     |                     |                            |

## Eleitorado

### História
Durante o governo imperial, vigorou no Brasil o sistema eleitoral censitário não-secreto (instituído pela Constituição de 1824 e modificado principalmente pelas Instruções de 4 de maio de 1842, pelo Decreto nº 157, de 4 de maio de 1842, pela Lei nº 387, de 19 de agosto de 1846, pelo Decreto nº 842, de 19 de setembro de 1855 e pelo Decreto nº 2.675, de 20 de outubro de 1875, que instituiu o título de eleitor), no qual os eleitores paroquiais deveriam alistar-se, comprovando, entre outros requisitos, bens ou a renda mínima estipulada, para votar nos juízes de paz e vereadores das câmaras municipais e dos deputados das assembleias provinciais e, de forma indireta, na eleição imperial de 1º grau, destinada a escolher os candidatos a eleitores provinciais, os quais deveriam comprovar bens ou a renda mínima ainda maior que a anterior, para votar na eleição de 2º grau, finalmente destinada a escolher os candidatos ao Senado e à Câmara dos Deputados do Império. O Almanaque Paulistano de 1856 (para 1857) indica, para a recém elevada Vila de Nossa Senhora do Monte Serrate da Cutia, a existência de 7 eleitores, dentre os seus 4.125 habitantes (o Almanaque informa apenas a população urbana, de cerca de 2.400 habitantes). Já o Almanaque da Província de São Paulo de 1873 (para 1873) registra, em meio aos 5.024 habitantes da Vila da Cutia, a quantidade de 8 eleitores. Após a reforma eleitoral pelo Decreto nº 3.029, de 9 de janeiro de 1881, que instituiu o voto direto, o Decreto nº 6 do Governo Provisório, de 19 de novembro de 1889, outorgou o direito de voto a “todos os cidadãos brasileiros, no gozo dos seus direitos civis e políticos, que souberem ler e escrever”, regulamentado pelo Decreto nº 511, de 23 de junho de 1890. De acordo com esse novo sistema, Cotia passou a ter em 1890, em meio aos seus 6.346 habitantes, um total de 248 eleitores alistados. Para o sistema eleitoral instituído pela Constituição de 1891 e regulamentado pela Lei n. 35, de 26 de janeiro de 1892, a Vila da Cutia possuía, em 1898, um total de 278 eleitores, para uma população que, em 1900, chegaria a 4.982.

### Atualidade
Os dados das eleições de 1945 ao presente estão sendo progressivamente disponibilizados no Repositório de Dados Eleitorais do TSE, segundo o qual, Cotia passou de 120.813 eleitores em 2012, para 149.207 eleitores em 2014, e para 168.031 eleitores em 2018.

## Transportes

### Rodovias
- Rodovia Raposo Tavares (SP-270). Destinos: São Paulo, Osasco, Sorocaba, Itapetininga, Presidente Prudente, Divisa SP-MS
- Estrada da Roselândia (SP-29). Destinos: Itapevi
- Rodoanel Mário Covas (SP-21). Destinos: Rodovia Ayrton Senna, Anchieta, Imigrantes, Régis Bittencourt, Castelo Branco, Bandeirantes e Anhangüera
- Rodovia Bunjiro Nakao (SP-250). Destinos: Ibiúna, Piedade

### Ferrovias
- Linha Mairinque-Santos da antiga Estrada de Ferro Sorocabana (EF-050). Destinos: Mairinque, São Roque (Canguera), Itapecerica da Serra, Embu-Guaçu, São Paulo (Engenheiro Marsilac), Cubatão, São Vicente e Santos.[126]

Cotia na Sub-Região Sudoeste (em roxo) da Região Metropolitana de São Paulo.

### Estradas rurais e vicinais
- Estrada Água Espraiada. Destinos e conexões: Rodovia Bunjiro Nakao (SP-250)
- Estrada da Aldeia. Destino e conexões: Carapicuíba
- Estrada do Capuava. Destinos e conexões: Embu das Artes
- Estrada Caucaia do Alto. Destinos e conexões: Caucaia do Alto, Ibiúna
- Estrada do Embu. Destinos e conexões: Embu das Artes
- Estrada da Escola Agrícola. Destinos e conexões: Caucaia do Alto
- Estrada Fernando Nobre. Destinos e conexões: Itapevi, Jandira, Barueri, Carapicuíba
- Estrada do Furquim. Destinos e conexões: Estrada Caucaia do Alto, Caucaia do Alto
- Estrada dos Grilos - Estrada das Caxoeiras. Destinos e conexões: Caucaia do Alto
- Estrada João XXIII - Estrada do Matão I. Destinos e conexões: Caucaia do Alto
- Estrada das Lajes. Destinos e conexões: Caucaia do Alto
- Estrada M'Boi. Destinos e conexões: Embu das Artes
- Estrada Mineração Ouro Branco. Destinos e conexões: Caucaia do Alto
- Estrada do Morro Grande - Estrada dos Fischers. Destinos e conexões: Reserva do Morro Grande
- Estrada das Mulatas. Destinos e conexões: Reserva do Morro Grande
- Estrada Municipal do Carmo. Destinos e conexões: Caucaia do Alto, São Roque
- Estrada Municipal do Maracanduva. Destinos e conexões: Vargem Grande Paulista e Itapevi
- Estrada dos Pereiras. Destinos e conexões: Estrada Caucaia do Alto, Caucaia do Alto
- Estrada dos Pires. Destinos e conexões: Estrada Caucaia do Alto, Caucaia do Alto
- Estrada do Pixiu. Destinos e conexões: Estrada Caucaia do Alto, Caucaia do Alto
- Estrada Ribeirão das Lajes. Destinos e conexões: Caucaia do Alto
- Estrada do Una. Destinos e conexões: Rodovia Bunjiro Nakao (SP-250)
- Estrada Velha de Itapevi I. Destinos e conexões: Estrada da Roselândia (SP-29), Itapevi
- Estrada Velha de Itapevi II. Destinos e conexões: Estrada da Roselândia (SP-29), Itapevi

### Transporte Público
Terminal Rodoviário
- Terminal Metropolitano de Cotia (EMTU): Possui linhas que ligam à cidade de São Paulo, região Metropolitana de São Paulo e aos bairros da cidade de Cotia.

Empresas responsáveis
- A Viação Raposo Tavares (antiga Viação Danúbio Azul) é a empresa operadora do transporte municipal. A mesma empresa é responsável pela maior quantidade de linhas do transporte intermunicipal da cidade, juntamente com o consórcio Intervias. Todas as linhas que ligam Cotia a São Paulo são operadas por essa empresa.
- A Viação Miracatiba opera na linha 239 que liga Cotia a Itapecerica da Serra, passando por Embu.
- A Viação Osasco é responsável pelas linhas que vão de Cotia até Osasco, Barueri, Carapicuíba, Jandira e Itapevi.
- A Benfica BBTT opera a linha 468, do Terminal Cotia até o Residencial Burle Marx em Santana de Parnaíba, passando por Itapevi e pelo bairro de Alphaville, em Barueri e a linha 489, que parte de Itapevi para Embu, passando pelo Terminal Cotia.[127]
- A ETT Carapicuíba opera a linha 260 que liga Cotia a partir do km 30 da Rodovia Raposo Tavares até o bairro de Alphaville, em Barueri, passando por Carapicuíba, sendo a principal ligação dos bairros próximos a rodovia (entre os km 19 e 30) até Alphaville e Carapicuíba.

## Comunicações
O sistema de telefones automáticos foi inaugurado na cidade em 1971 pela Telefônica Anhanguera, com a implantação de duas centrais telefônicas: Cotia e Granja Viana. Já o sistema de discagem direta à distância (DDD) foi implantado em 1977 pela Telecomunicações de São Paulo (TELESP) com o código de área (011).

## Periódicos e informativos
Cotia publicou periódicos físicos até o início do século XXI, como o jornal nipônico Nippak (desde 1916), a Gazeta de Cotia (desde 1975), o Jornal D'Aqui (desde 1979), o Jornal da Cidade e A Bazuca. Na era digital, a maior parte dos informativos cotianos passou a ser divulgados online, como:
- Gazeta de Cotia
- Jornal Notícias de Cotia e Região
- Cotia Todo Dia
- Folha de Cotia
- Jornal D'Aqui
- Jornal Tabloide
- Jornal da Raposo
- Jornal Notícias de Cotia
- Granja News
- Site da Granja Viana
- Site Cotia 24horas
- Cotia & Cia
- CotiaNet
- Portal Viva Cotia
- SP Notícias
- Encontra Cotia
- Rádio Comunitária -Cidade das Rosas FM - atual Rádio Max FM

## Cidades-irmãs
- Kochi, Japão
- Castanhal, Brasil
- Fresno, Estados Unidos
- Wuhu, China
- Kitami, Japão
- Surabaia, Indonésia[130]
- Kuching, Malásia

## Galeria de imagens
| {{{caption}}}   |
| Centro de Cotia |

| {{{caption}}}        |
| Vista geral de Cotia |

| {{{caption}}}        |
| Vista geral de Cotia |

| {{{caption}}}               |
| Sitio Moinho velho em Cotia |

| {{{caption}}}                                                             |
| Galpões da Cooperativa Agrícola de Cotia no bairro do Jaguaré (São Paulo) |

| {{{caption}}}                                                                    |
| Centro de Formação de Atletas Laudo Natel pertencente ao São Paulo Futebol Clube |

| {{{caption}}}       |
| Prefeitura de Cotia |

| {{{caption}}}             |
| Câmara Municipal de Cotia |

| {{{caption}}}  |
| Vista de Cotia |

| {{{caption}}}                                   |
| Rodovia Raposo Tavares vista da Praça da Matriz |

| {{{caption}}}  |
| Fauna de Cotia |

| {{{caption}}}                                            |
| Igreja Matriz de Nossa Senhora do Monte Serrate de Cotia |